# Nieuwe Bossche Fronten
De Nieuwe Bossche Fronten, ook wel Nieuwe Werken (Maastrichts: Nuij Werreke), vaak aangeduid met de niet geheel correcte term Lage Fronten, is een circa 20 hectare groot gebied in de buurten Frontenkwartier en Boschpoort in de Nederlandse stad Maastricht. Hier bevinden zich diverse restanten van vroeg-19e-eeuwse buitenwerken, die tot 1867 deel uitmaakten van de vestingwerken van Maastricht. De Nieuwe Bossche Fronten vormen een gemeentelijk monument.

## Ligging
De Nieuwe Bossche Fronten behoorden tot de 'natte' vestingwerken van Maastricht, Lage Fronten genoemd, buitenwerken met grachten die gevuld waren met water of onder water gezet konden worden. Een ander deel van de Lage Fronten bevond zich aan de zuidzijde van de stad (het gebied De Kommen), waar geen buitenwerken bewaard zijn gebleven. De Nieuwe Bossche Fronten zijn gelegen ten noordwesten van de Frontensingel, tussen de Cabergerweg en de Bosscherweg, en ten noorden van de Fransensingel, tussen de Bosscherweg en de Maas. Bij de Cabergerweg sluiten de Nieuwe Bossche Fronten aan op de Linie van Du Moulin. In feite is de kazemat van het bastion A, die zich aan de zuidzijde van de Cabergerweg bevindt, onderdeel van de Nieuwe Bossche Fronten, hoewel het werk meestal tot de Linie van Du Moulin gerekend wordt.

## Geschiedenis

### 'Oude' Bossche Fronten
Nadat in de late middeleeuwen duidelijk was geworden dat door het verbeterde geschut de stadsmuren niet langer voldeden als verdedigingswerk, werden ook in Maastricht buiten de tweede stadsomsluiting nieuwe buitenwerken aangelegd volgens het oud-Nederlands vestingstelsel, dat wil zeggen: aarden wallen gescheiden door natte en droge grachten. De eerste buitenwerken waren het Mariabastion en het Parmabastion, beide in Wyck en beide in de tweede helft van de 16e eeuw tot stand gekomen.
Aan de noordzijde van de stad, buiten de middeleeuwse Boschpoort, werden de eerste buitenwerken pas tussen 1632 en 1645, na de verovering van Maastricht door Frederik Hendrik, aangelegd: de hoornwerken Achter de Biesen en Laag Frankrijk (ook Boschhoornwerk genoemd). Later in de 17e eeuw kwamen daar enkele vrijliggende, bemuurde bastions bij: voor de Boschpoort verrees het Boschpoortbastion; nabij het Boschhoornwerk het bastion Tettau. Dat deze buitenwerken bij lange na niet voldeden, bleek enkele tientallen jaren later bij het beleg van 1673, toen de stad in minder dan twee weken door Lodewijk XIV van Frankrijk werd ingenomen. De Franse vestingbouwer Vauban stelde diverse verbeteringen voor, onder andere aan de hoornwerken. De belangrijkste verbetering was de aanleg van het 1100 meter lange Jekerkanaal (1673-78), waardoor het mogelijk werd om water uit het riviertje de Jeker vanuit het zuiden van de stad over te hevelen naar de Bossche Fronten. Dit gebied viel voorheen door het wisselende waterpeil in de Maas regelmatig droog.

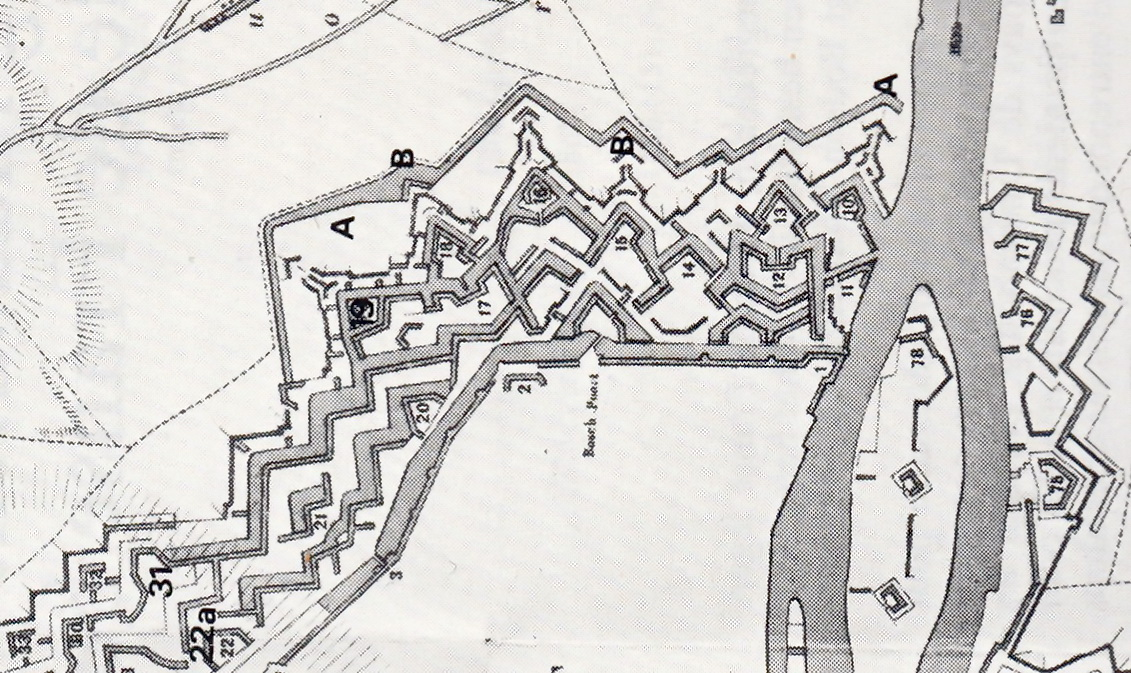
De 'oude' Bossche Fronten in 1794 met o.a. het Bosch- en Biesenhoornwerk (17 en 12). A is de voorgracht, B zijn flèches

In de loop van de 18e eeuw werden diverse verbeteringen en uitbreidingen van de Bossche Fronten uitgevoerd, maar door het ontbreken van een totaalplan bleef de verdediging hier gebrekkig. Zo was er geen toegangsweg voor het geschut bij het bastion Tettau en konden de facen van de bastions Tettau en Dopff (20 en 21 op de kaart hiernaast) niet worden bestreken. Het ravelijn Zobel (15) en de lunetten Le Dauphin, La Reine en Le Roy (19, 16 en 10) waren te klein om lang stand te houden tegen vijandelijk vuur. Eerstgenoemd ravelijn werd in 1755 uitgebreid; de te kleine lunetten werden rond dezelfde tijd aangevuld met een reeks nieuwe lunetten: La Rive, Lindman en Burmania (18, 14 en 13).
In de Hoge Fronten, waar het gebruik van water niet mogelijk was, kwam tussen 1772 en 1776 volgens een integraal plan de Linie van Du Moulin tot stand, die als ondoordringbaar gold. Het was dan ook niet verwonderlijk dat de Fransen bij het beleg van 1793 en dat van 1794 hun aanval inzetten op de Lage Fronten in het zuiden en noorden van de stad. Opnieuw bleek dat vooral de Bossche Fronten dringend modernisering behoefden.

### Aanleg Nieuwe Bossche Fronten
Nog tijdens de Blokkade van Maastricht in 1814 werd besloten dat Maastricht een sleutelpositie zou gaan innemen bij de verdediging van het in oprichting zijnde Verenigd Koninkrijk der Nederlanden. Dit maakte het op een hoger peil brengen van de vestingwerken van Maastricht een zaak van hoge urgentie. Nog in 1815 werd begonnen met de bouw van het Fort Willem I op de oostflank van de Caberg, een jaar later gevolgd door de vrijwel complete vernieuwing van de Bossche Fronten.
De aanbesteding van de Nieuwe Bossche Fronten vond in fasen plaats. De kosten bedroegen bijna 2,5 miljoen gulden, een enorme investering in die tijd. Er waren minstens 8 miljoen bakstenen en 200.000 mergelblokken nodig. Na vijf jaar, in september 1821, waren alle grond- en metselwerkzaamheden op enkele details na afgerond.

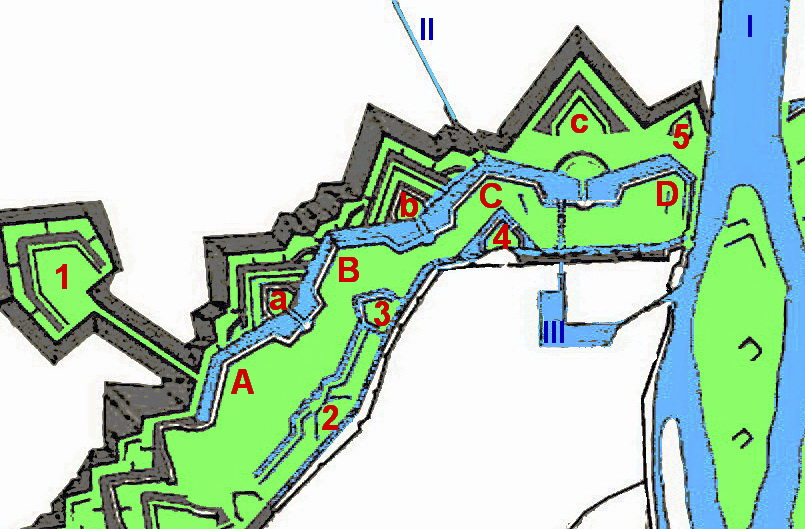
De Nieuwe Bossche Fronten en Fort Willem I (situatie ca. 1825-1867)

De Nieuwe Bossche Fronten bestonden uit vier bastions en drie ravelijnen. De bastions werden van west naar oost aangeduid als A, B, C en D; de ravelijnen als a, b en c (zie kaart hiernaast). De muren van de bastions waren van mergelsteen, bekleed met baksteen, en 6 tot 9 meter hoog; de andere werken waren gemiddeld 7 m hoog. Zes van de zeven vestingwerken werden voorzien van kazematten: ondergrondse, bomvrije ruimten van waaruit de omliggende grachten konden worden beschoten. De zes kazematten boden onderkomen aan 1500 manschappen en 150.000 pond buskruit. Bastion A sloot naadloos aan op bastion Holstein in de Linie van Du Moulin. Een bedekte weg (de huidige Kastanjelaan) verbond bastion A met het Fort Willem I (1). De meeste oude buitenwerken werden gesloopt. Drie bestaande werken, de tenaille voor de Lindenkruispoort, het bastion Tettau en het ravelijn voor de Boschpoort (2, 3 en 4), werden verbouwd en aaneengeschakeld tot een enveloppe. Het lunet Le Roy (5) bleef eveneens gespaard omdat het de doorgang tussen ravelijn c en de Maas versperde. Het complex was geheel omgracht. De grachten waren droog, maar konden met behulp van het Jekerkanaal worden geïnundeerd. Op de inspringende hoeken van de buitengracht bevonden zich reduits. Langs de buitenrand liep een bedekte weg.
In 1826 werden de kazematten opnieuw blootgelegd en voorzien van een nieuwe afdekking, omdat er water door de gewelven sijpelde. Ook daarna bleef zich dit probleem voordoen.

### Infrastructuur, opheffing vestingstatus en industriële ontwikkeling
Kort na het gereedkomen van de Nieuwe Bossche Fronten, werd begonnen met het graven van de Zuid-Willemsvaart, dwars door de nieuwe vestingwerken. Om het nieuwe kanaal te verbinden met de Maas en de nieuw-aangelegde binnenhaven Bassin, moesten drie overwelfde doorgangen worden gemaakt: onder de hoofdwal, onder de courtine tussen de bastions C en D (die daarbij deels instortte), en onder de couvre-face. Deze laatste doorgang bestaat nog steeds.
Tussen 1853 en 1856 kwam de spoorlijn Maastricht-Hasselt tot stand. Deze werd deels door het gebied van de Nieuwe Bossche Fronten aangelegd. De spoorlijn kruiste de Zuid-Willemsvaart via een vaste ijzeren brug, liep over het ravelijn c en sloot oostelijk hiervan aan op de Spoorbrug Maastricht.
Na de opheffing van de vestingstatus van Maastricht in 1867 werden in opdracht van het Ministerie van Oorlog grote delen van de middeleeuwse stadsmuren en de buitenwerken geslecht. De afbraak van de vestingwerken ging nog tot begin 20e eeuw door. Het lunet Le Roy werd meteen al in 1868 gesloopt, het bastion D tussen 1868 en 1873. In het westelijk deel van de Nieuwe Bossche Fronten werd slechts gesloopt waar behoefte aan ruimte was. Rond 1875 werd hier de Havenkom aangelegd, waarbij de voormalige vestinggracht bij bastion B werd verbonden met de Zuid-Willemsvaart. De courtine tussen bastion B en C werd afgebroken en hier werden de belangrijkste loskades ingericht. Een goederenstation in dit gebied kwam pas in 1903 tot stand. Rond dezelfde tijd werd ook de Cabergerweg aangelegd.
Door de uitbreiding van de industrie in het noordelijk stadsdeel, moest in 1925 het grafmonument van generaal Des Tombe, de laatste militaire bevelhebber van Maastricht, worden verplaatst van het te slopen Biesenbastion naar het Waldeckpark. Twee jaar later moest om dezelfde reden ook het grafmonument (of cenotaaf) van generaal Dibbets, opperbevelhebber van de vesting Maastricht tijdens de blokkade van Maastricht (1830-1833), verhuizen van het bastion C naar de Tapijnkazerne.

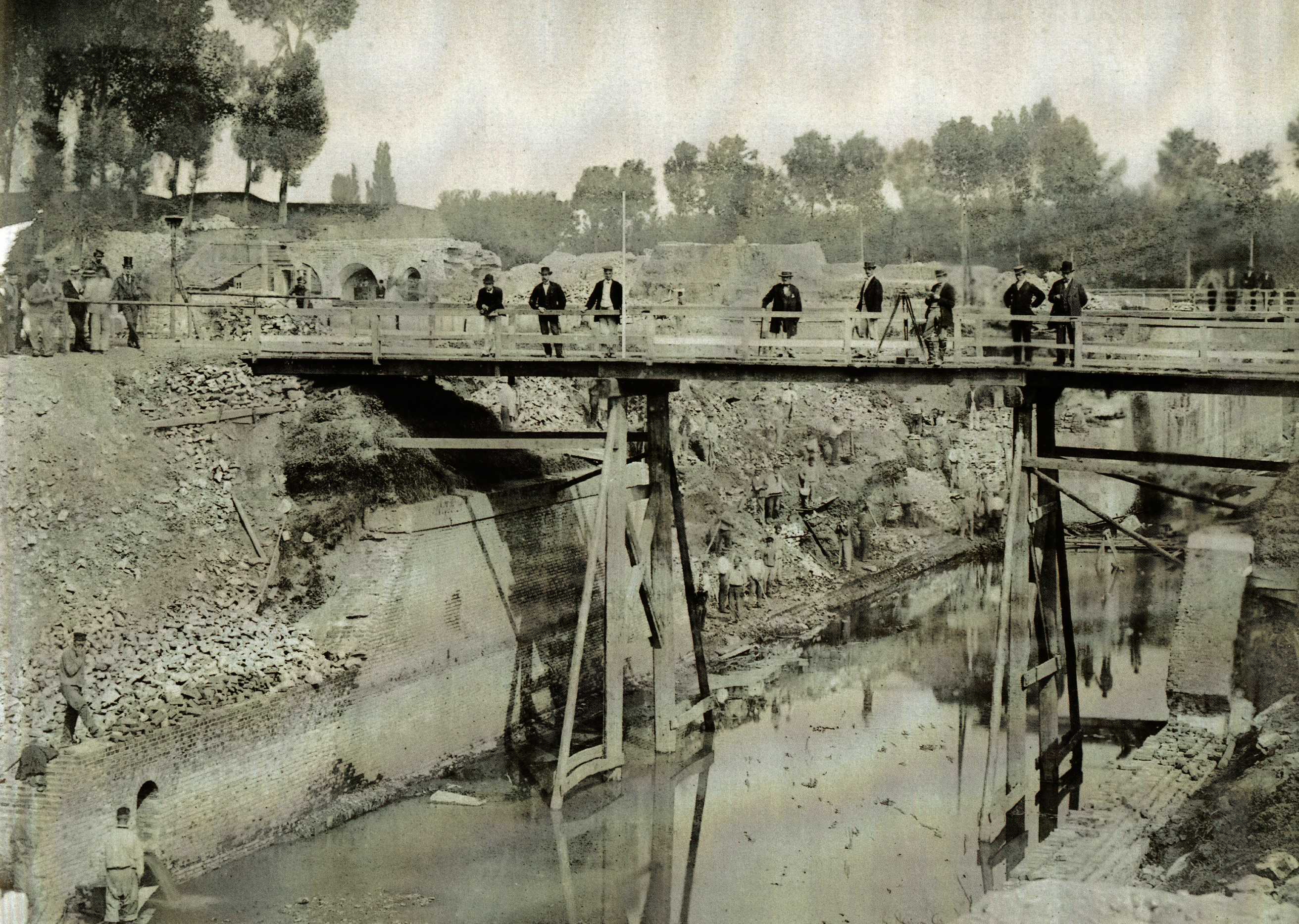
Sloop doorvaart Zuid-Willemsvaart, 1875
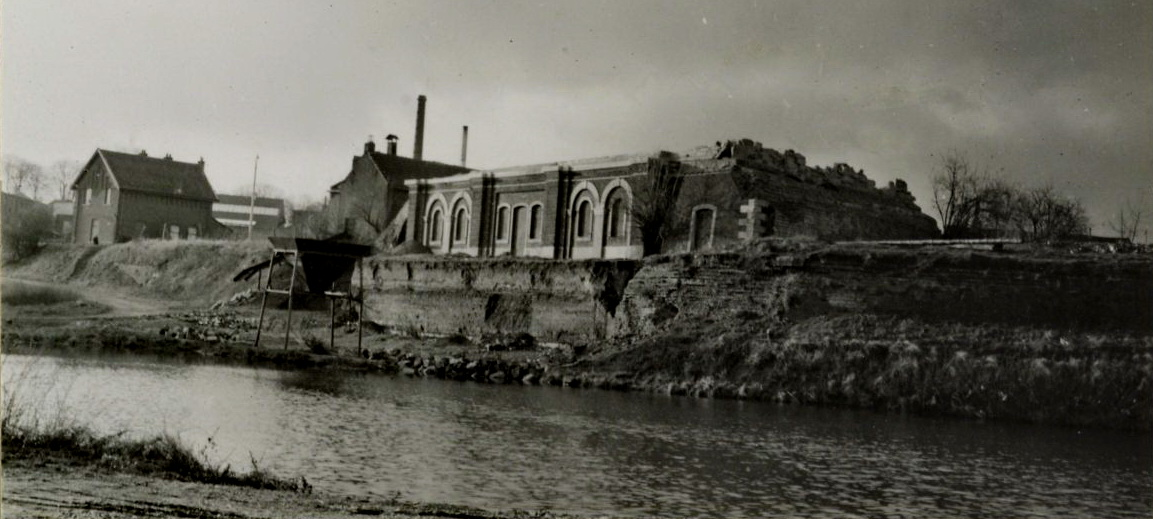
Havenkom en kazemat ravelijn a, begin 20e eeuw
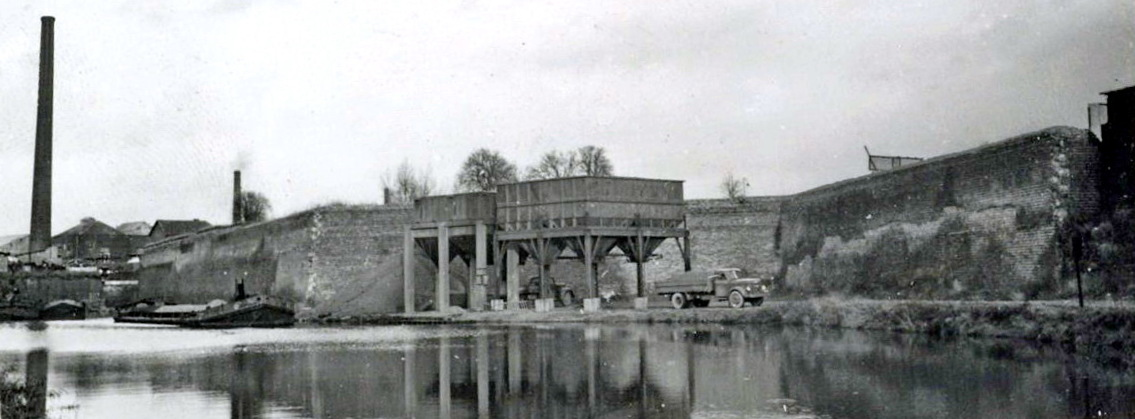
Overslagkades tussen vestingwerken, ca. 1950
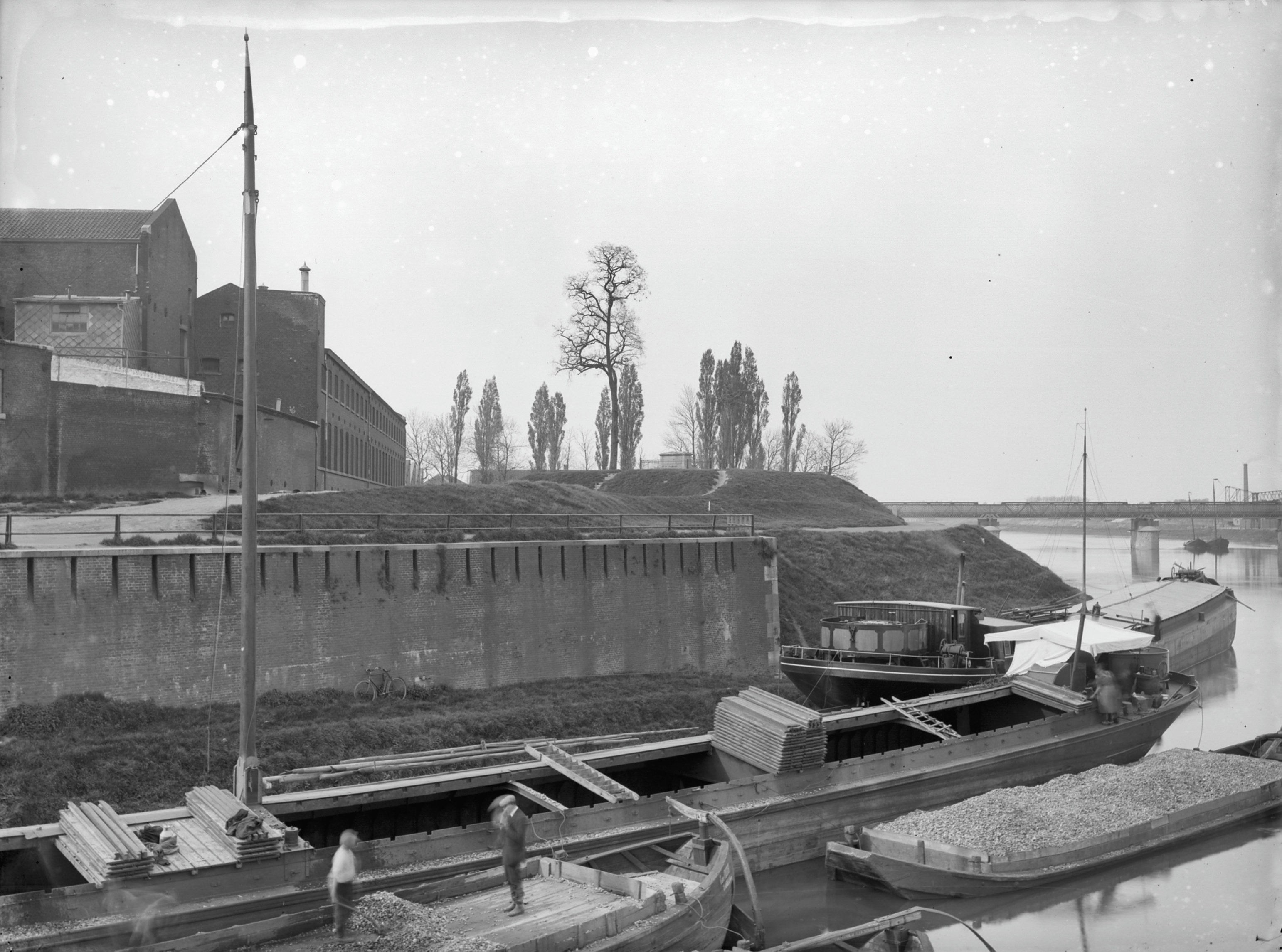
Biesenbastion en monument Des Tombe, ca. 1925

### Herstel vestingwerken en aanleg Frontenpark
In het kader van het Plan Belvédère is in 2013 de aanleg van het Frontenpark gestart, waarvan de Nieuwe Bossche Fronten en de Linie van Du Moulin deel uitmaken. De ontwikkeling van dit park is mogelijk doordat in 2017 de aanlanding van de Noorderbrug in noordwestelijke richting is verlegd. Hierdoor is de verkeersdruk op de Frontensingel en de Cabergerweg aanzienlijk verminderd en is een brede strook grond vrijgekomen voor parkontwikkeling. In 2018-19 zijn de twee genoemde gebieden met elkaar verbonden door een droge gracht onder de Cabergerweg. Deze volgt min of meer het historische tracé van de indertijd natte gracht aan de veldzijde van bastion A. Over de verbindingsgracht zijn vijf afzonderlijke bruggen voor de verschillende verkeersstromen gebouwd; dit in verband met de optimale lichttoetreding. Ook elders in het gebied worden fiets- en wandelpaden aangelegd, zoals het Frontenpad en het Spoorpad. Waar het Frontenpad de Havenkom kruist is een nieuwe fietsbrug gebouwd. In de buurt daarvan is een restant van de afrit van de Noorderbrug als folly bewaard gebleven.
De noordelijke façades van de Nieuwe Bossche Fronten zijn in 2016 terughoudend gerestaureerd; de zuidelijke in 2017-2018. Door het afgraven van grond en het verwijderen van struikgewassen zijn de vestingmuren beter zichtbaar geworden. Delen van het Frontenpark in aanleg zijn nu al toegankelijk voor het publiek. Het gebied is sinds 1993 beschermd natuurmonument, vooral vanwege de aanwezigheid van de voor Nederland unieke biotoop van de muurhagedis.

## Erfgoed
Van de Nieuwe Bossche Fronten zijn belangrijke delen bewaard gebleven, hoewel de samenhang deels verloren is gegaan door de vele industriële en infrastructurele ingrepen. Geheel verdwenen zijn de bastions C en D, ravelijn b en de oudere werken Tettau, Boschpoortbastion en Le Roy. Van het Biesenbastion, dat eigenlijk niet meer was dan een uitstulping van de stadsmuur, zouden ondergronds nog delen de slopershamer hebben overleefd. De meeste zichtbare overblijfselen bevinden zich thans in het Frontenpark. Het is de bedoeling dat ook vestingwerken die thans nog buiten het park liggen, zoals de ravelijnen a en c met hun kazematten, in de toekomst in het Frontenpark worden opgenomen.

### Bastion A en kazemat
Van het grote bastion A ontbreekt het middendeel. Aan de zuidzijde van de Cabergerweg (in het gebied dat meestal wordt aangeduid als Hoge Fronten) bevindt zich een aanzienlijk deel van de linkerface (het bastion heeft aan deze zijde geen flank, maar sluit direct aan op bastion Holstein). De droge gracht aan de veldzijde was oorspronkelijk een natte gracht. Aan de noordzijde van de Cabergerweg, aan de Havenkom, leek aanvankelijk slechts de vervallen rechterflank van het bastion te resteren. Deze sluit aan op de in zijn geheel bewaard gebleven courtine tussen de bastions A en B. Bij het graven van de verbindingsgracht onder de Cabergerweg in 2018 werden delen van de rechterface van het bastion aangetroffen.

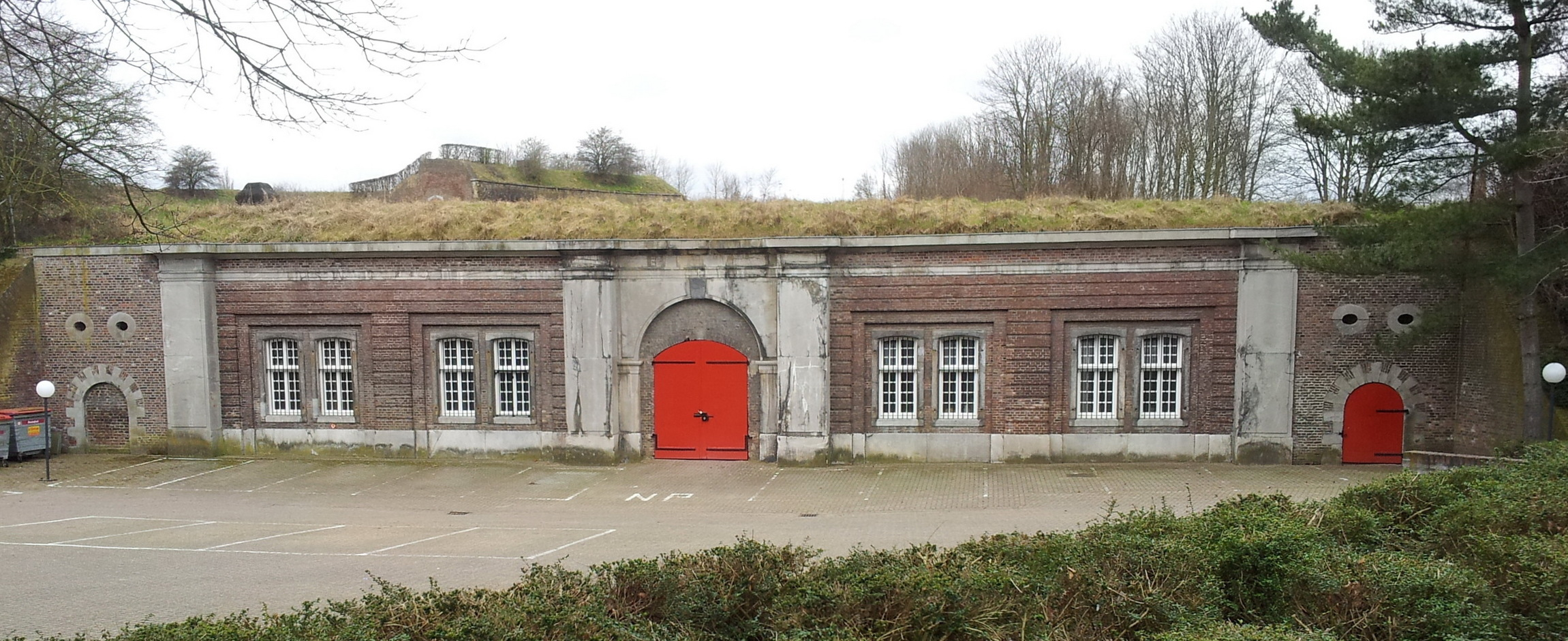
Kazemat van bastion A in 2016

Aan de stadszijde van het bastion ligt de toegang tot de kazemat, die rond het midden van de 20e eeuw bekendstond als 'kazemat luitenant-generaal Croiset', naar de genie-officier en vestingbouwer Arnoldus Croiset. De neoclassicistische façade van de kazemat is van baksteen met een plint, pilasters en deur- en vensteromlijstingen van Naamse steen. Na het opheffen van de vestingstatus was de kazemat achtereenvolgens in gebruik als (leger)opslagplaats, oudijzerhandel, jeugdcentrum en vergaderruimte, eerst van de Maastrichtse afdeling van de Bescherming Bevolking, van 1978 tot 1982 tevens van de Stichting Maastricht Vestingstad. Vanaf 1983 is het grootste deel van de kazemat in gebruik als opslagruimte van een woningbouwvereniging, die in de nabijheid haar hoofdkantoor heeft. Een deel wordt gebruikt door de in 2004 opgerichte Vereniging Historische Artillerie Maastricht. De in 1951 door de kunstenaar Harry Zeekaf aangebrachte wandschilderingen van Maastrichtse vestingwerken zijn later verloren gegaan.

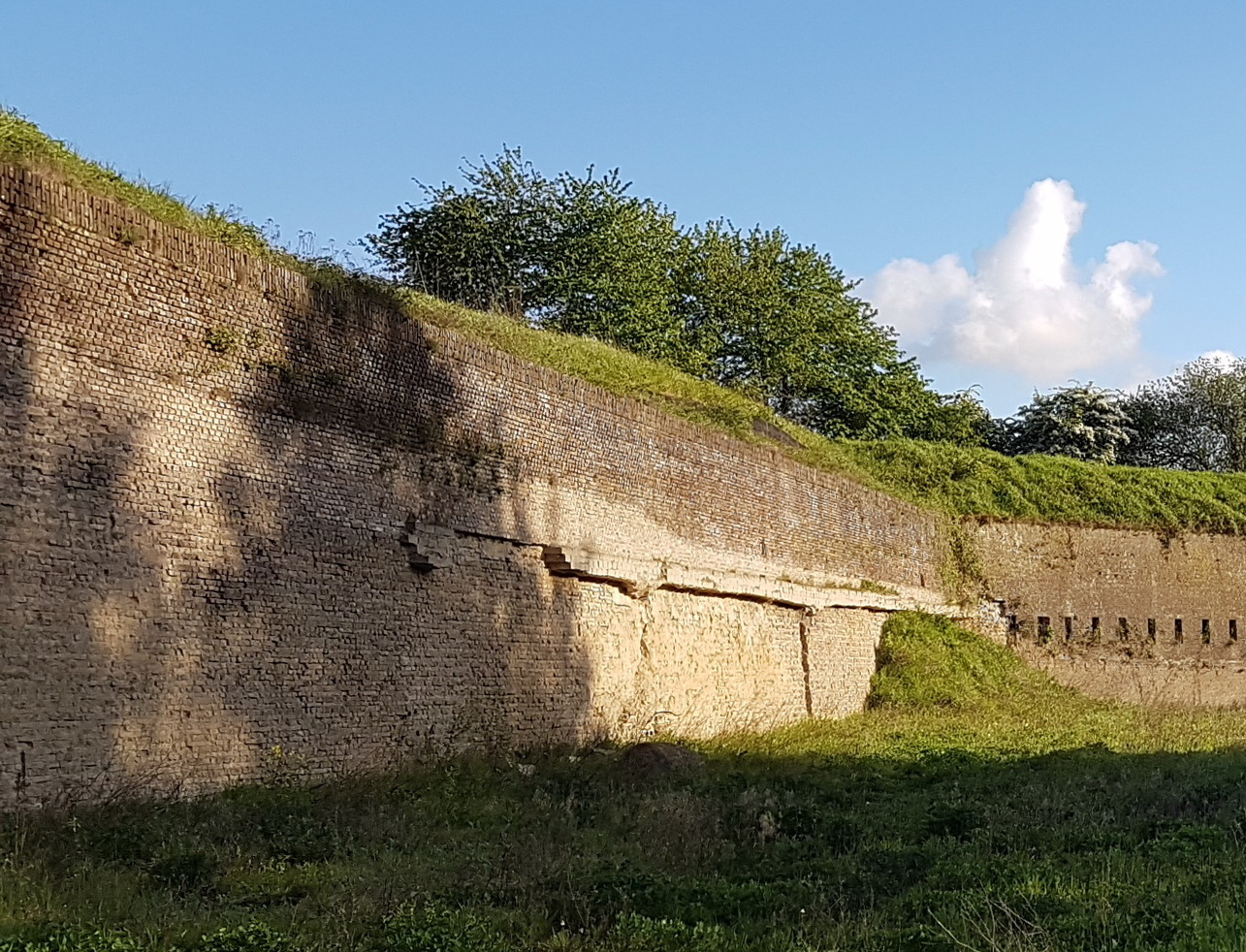
Linkerflank met droge gracht
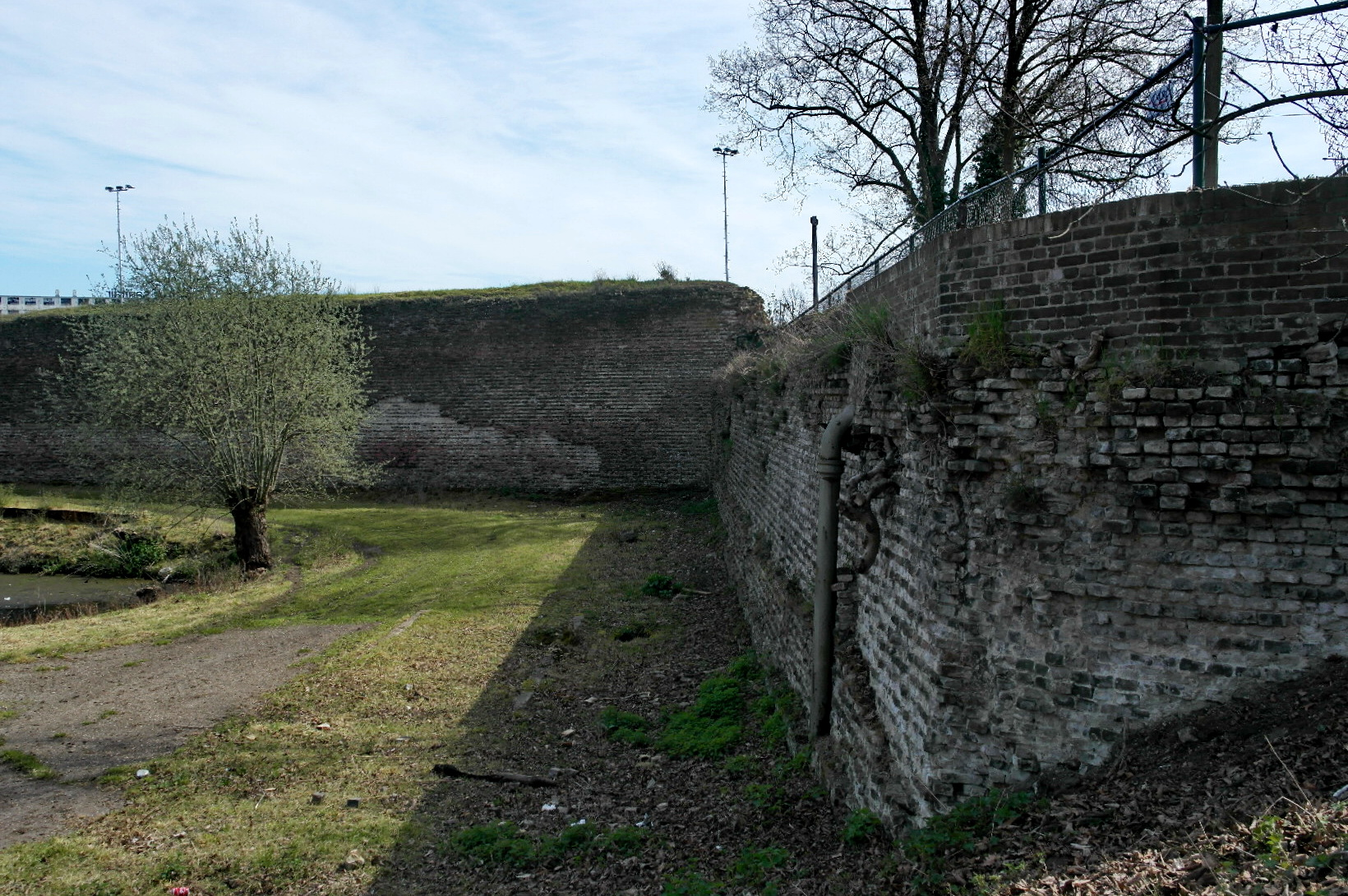
Havenkom met rechterflank
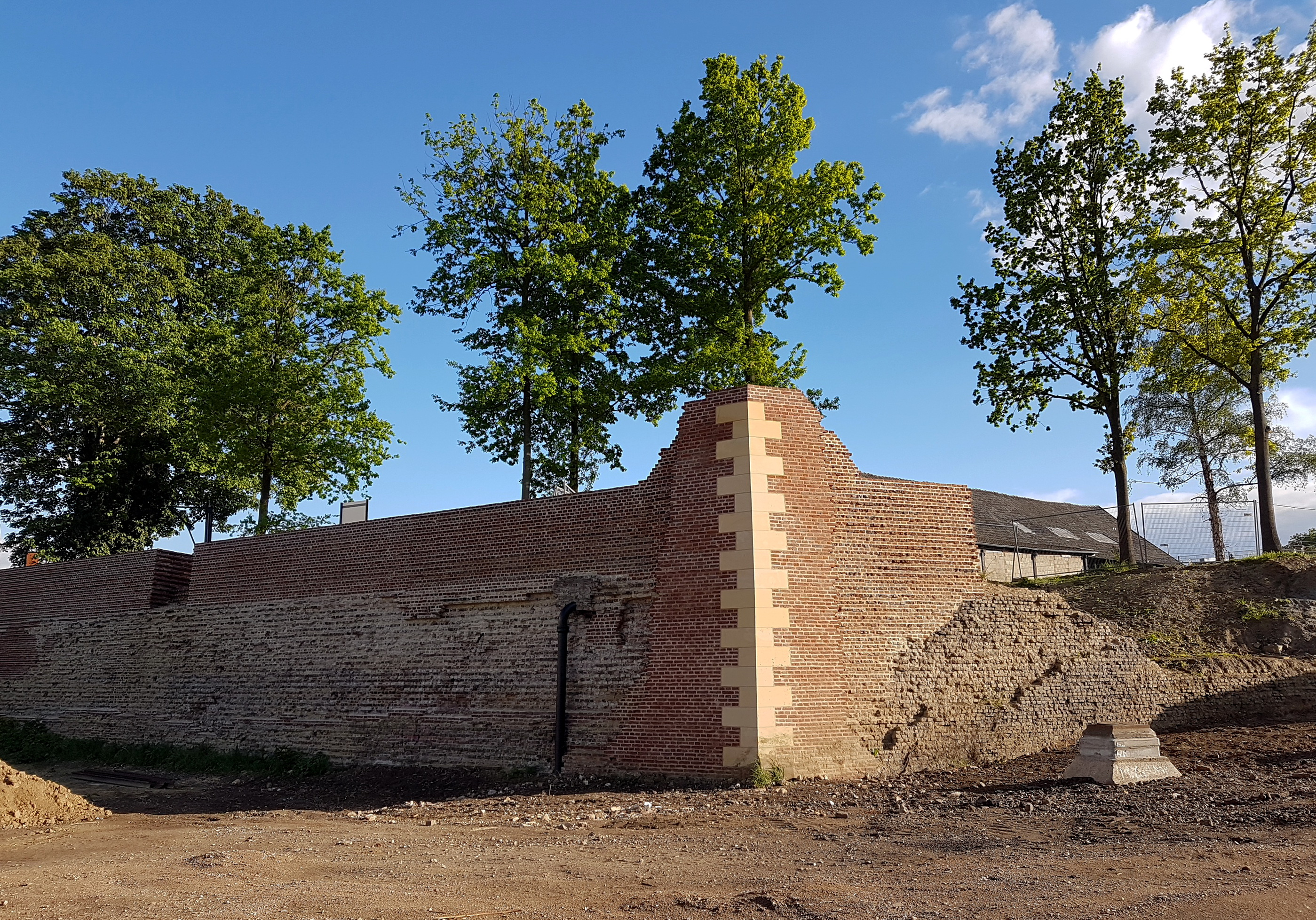
Gerestaureerde flank en face
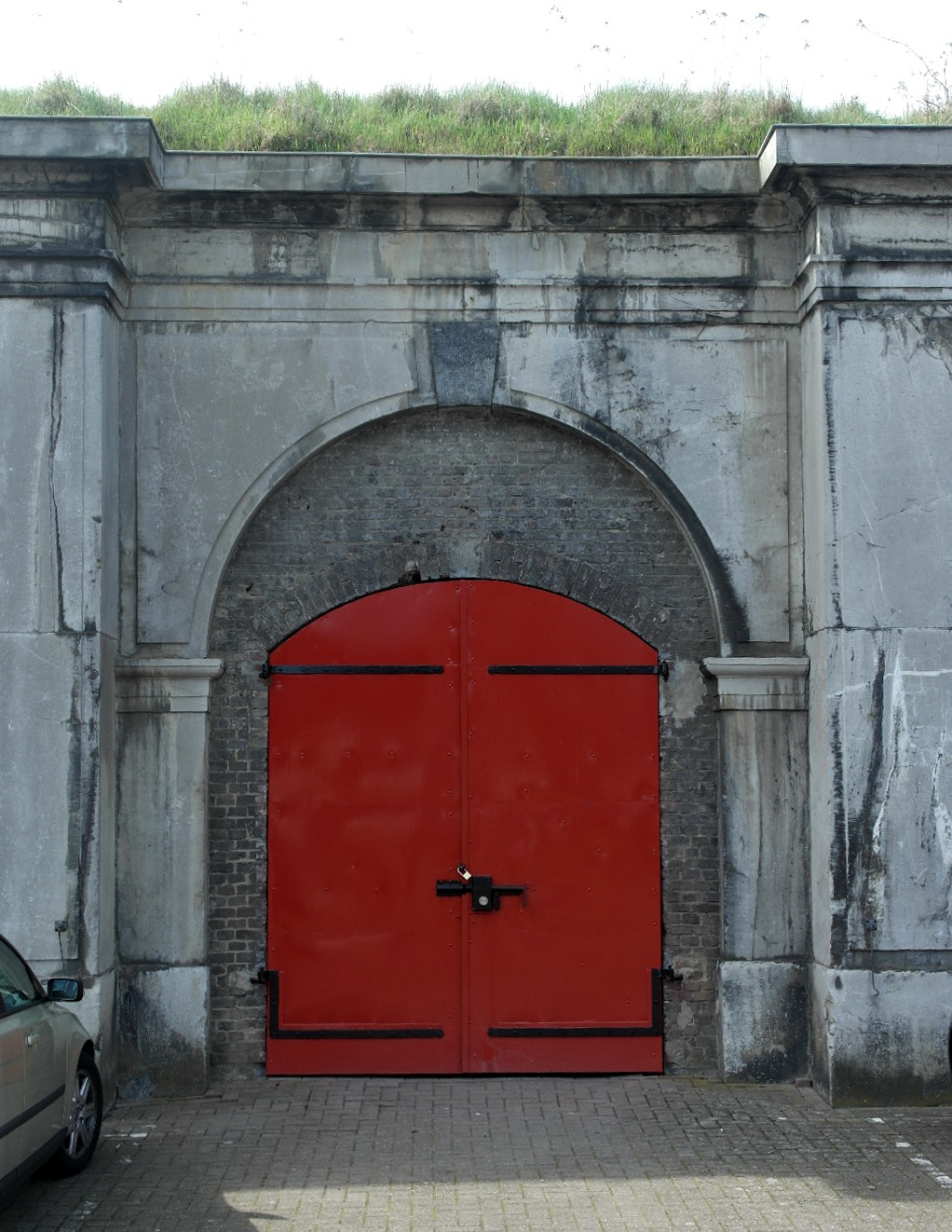
Hoofdingang kazemat

### Courtine A-B
In vrij goede staat behouden is de zogenaamde courtine A-B, de verdedigingsmuur die de bastions A en B verbindt. Aan de stadszijde bevindt zich een lage muur als borstwering. In het midden van de courtine is te zien waar zich in het verleden een houten brug over de vestinggracht bevond.

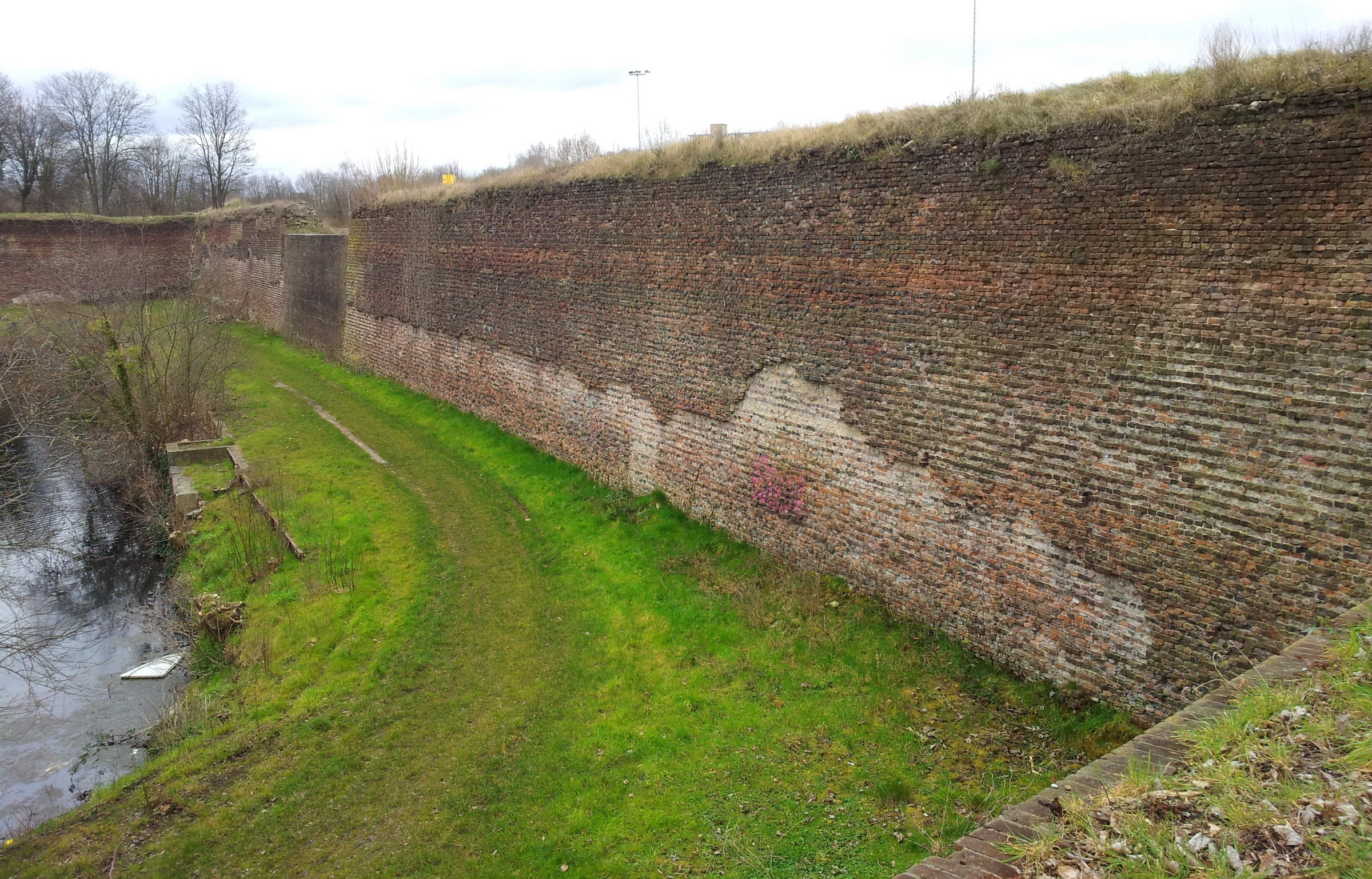
Courtine A-B (veldzijde)
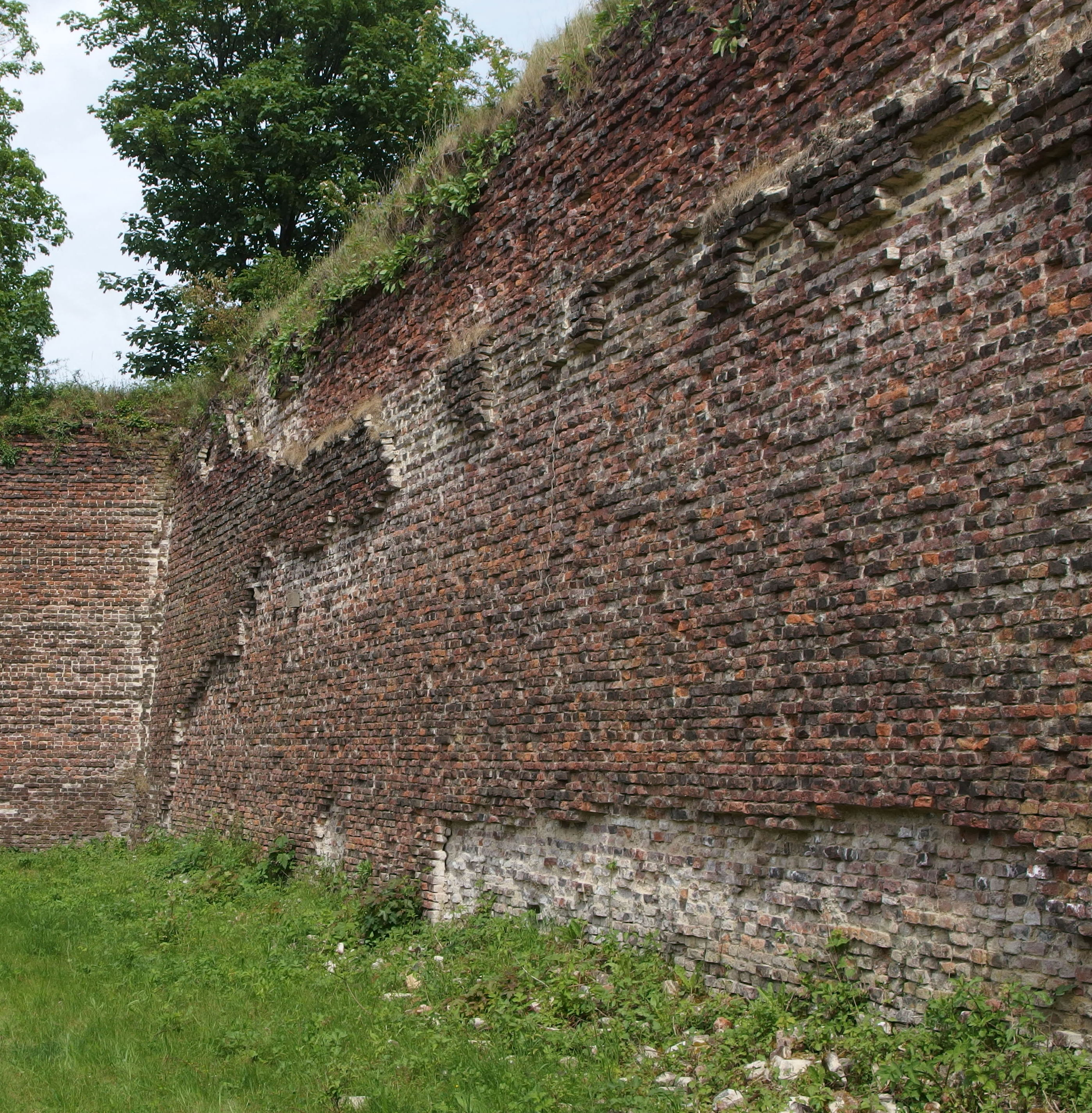
Detail metselwerk
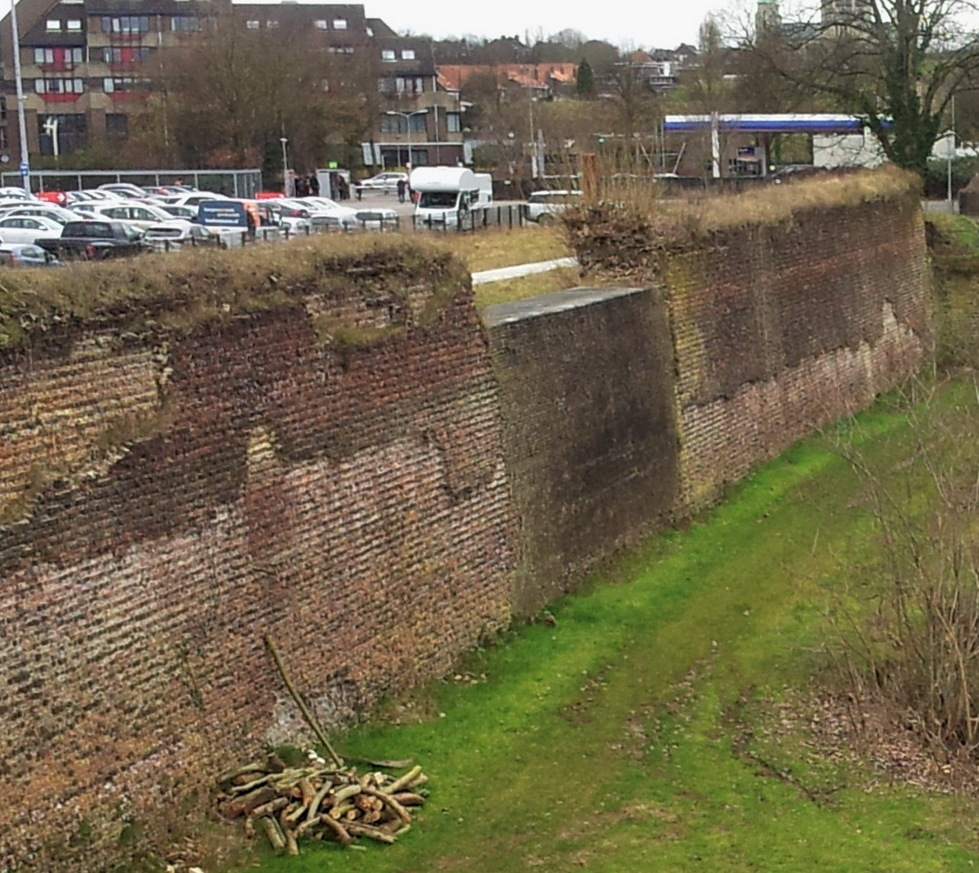
Detail met bruggenhoofd
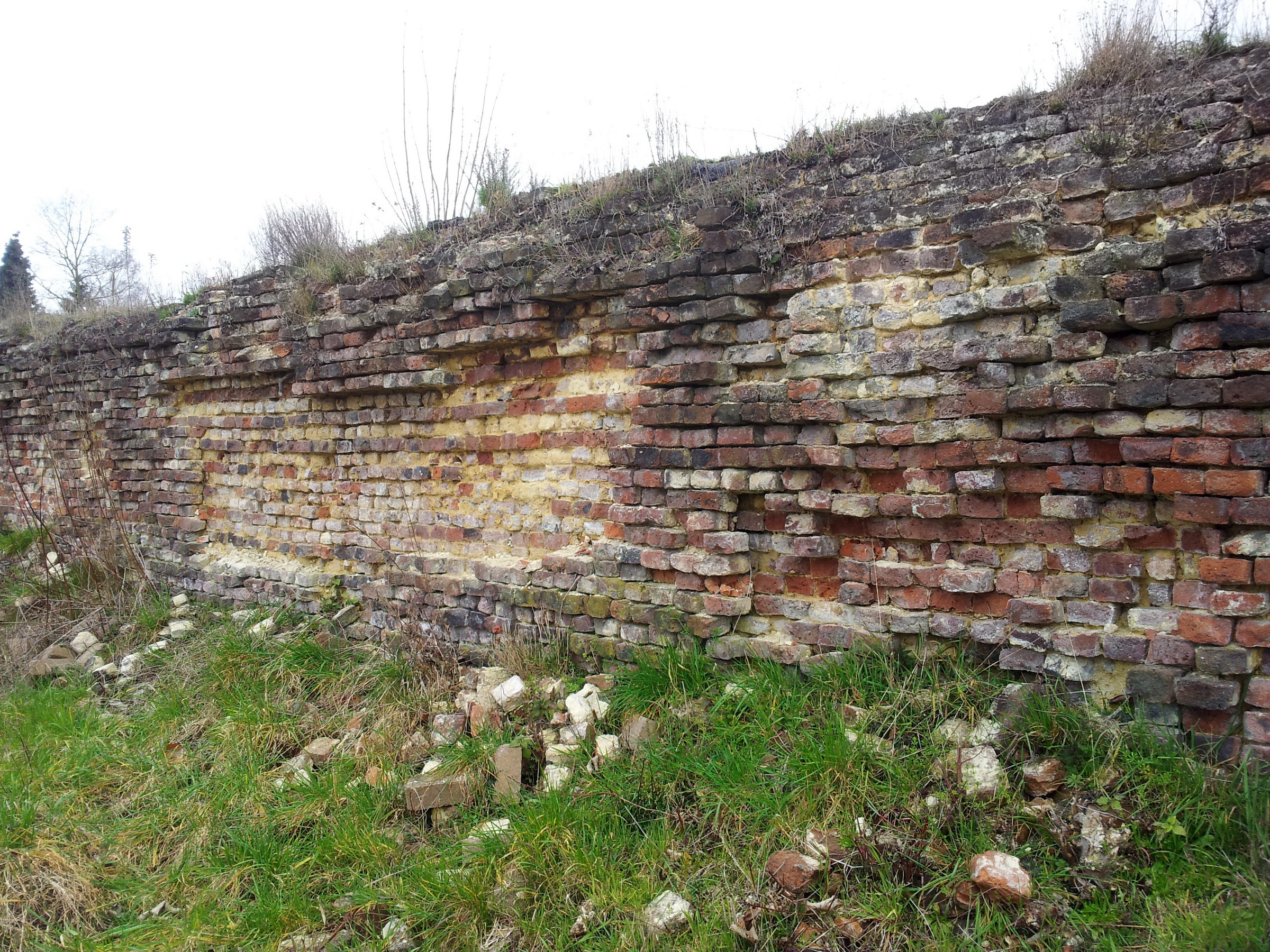
Borstwering (stadszijde)

### Bastion B

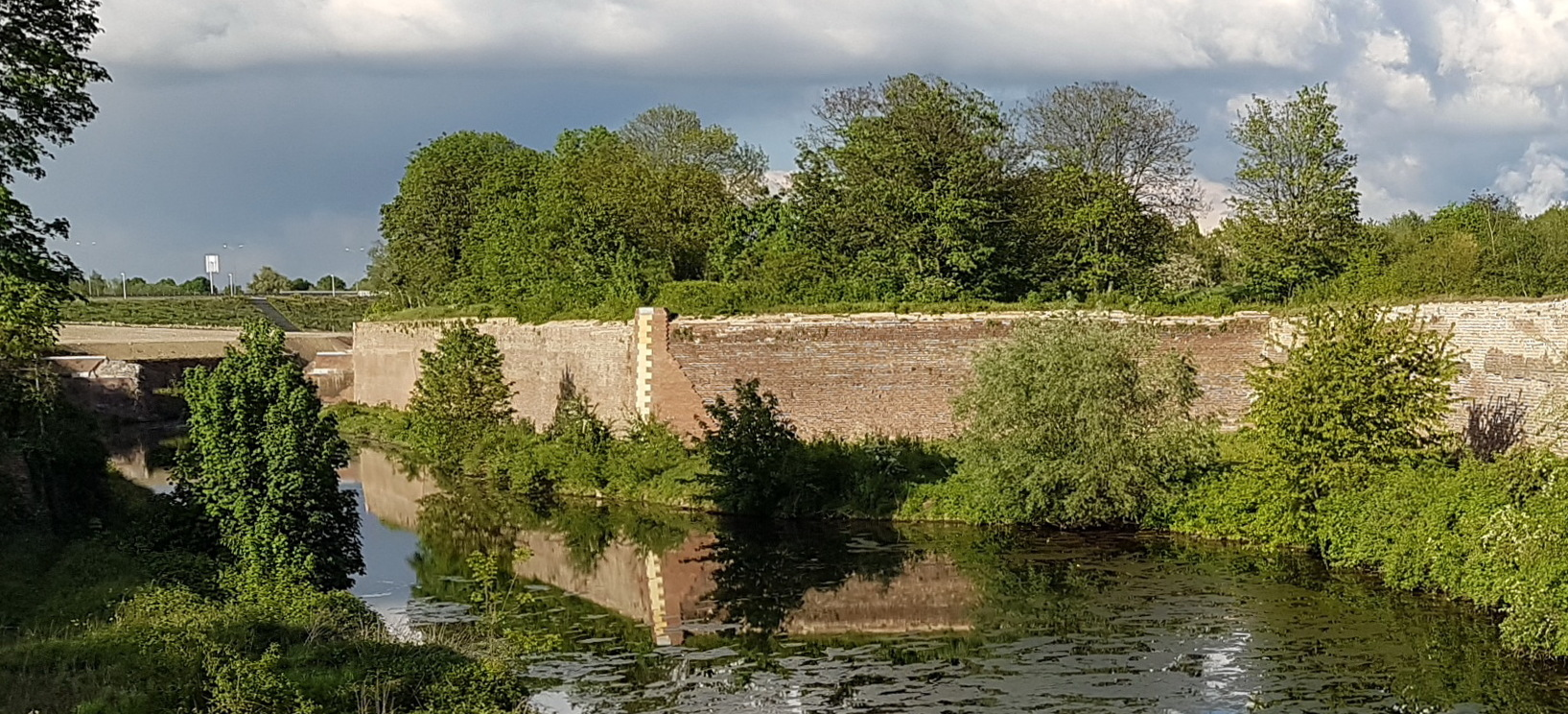
Bastion B aan de Havenkom. Links de beer; rechts de courtine A-B

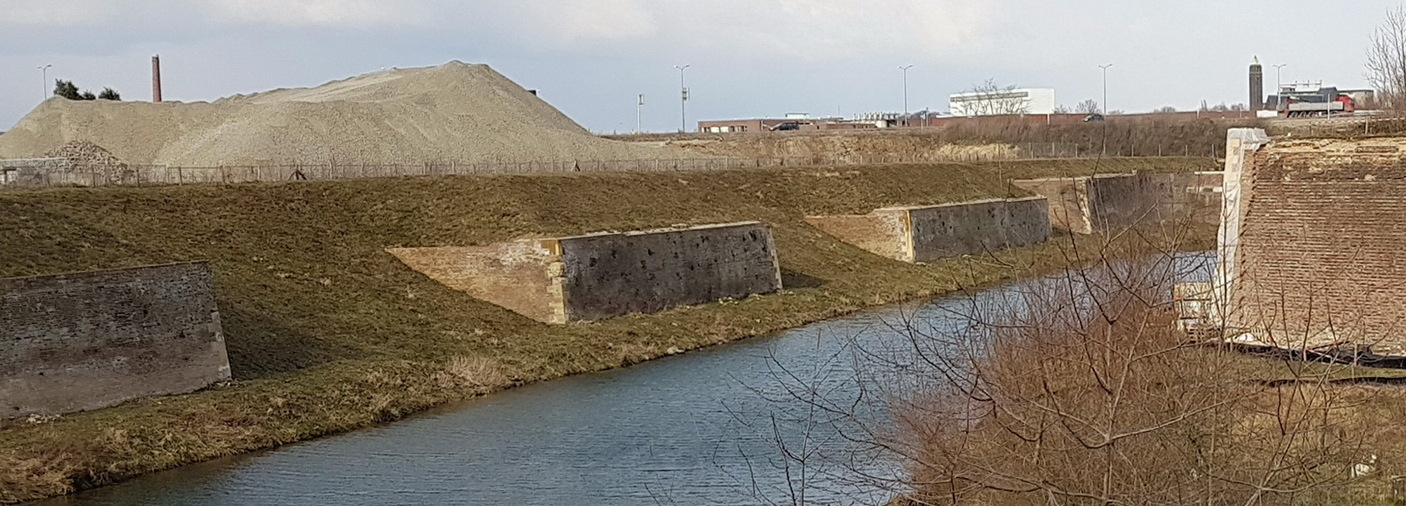
V.l.n.r.: keelmuren van ravelijn a, couvre-face en reduit. Rechts bastion B

Bastion B is het meest compleet gebleven vestingwerk binnen de Nieuwe Bossche Fronten. Slechts het muurwerk van de rechterflank is verdwenen, waarschijnlijk door de slechte kwaliteit van het metselwerk. De beer in de vestinggracht tussen bastion B en de achterliggende couvre-face was onderdeel van de inundatiewerken. Hierdoor kon het water van het riviertje de Jeker, dat door het natuurlijk verloop via het Jekerkanaal naar de Nieuwe Bossche Fronten werd getransporteerd, binnen dit deel van de vestingwerken worden vastgehouden. De beer is ten dele gesloopt nadat de vestinggracht tot binnenhaven werd bestemd. Dwars door de punt van het bastion (de saillant) loopt een duiker, via welke het water voorbij de beer geleid kon worden. Halverwege de tunnel van deze duiker bevindt zich een verticale schacht, waarin zich een mechanisme bevond dat de duiker vanaf het bovengelegen terreplein afsluitbaar maakte. In de poortvormige omlijsting van de duiker zitten/zaten aan beide kanten gebeeldhouwde sluitstenen: de noordelijke met het jaartal 1818; de zuidelijke met een gekroonde "W" (van koning Willem I). Deze laatste werd omstreeks 1985 ontvreemd, waarbij grote schade aan de hardstenen poortomlijsting is toegebracht. De steen zelf kwam begin 21e eeuw weer boven water.

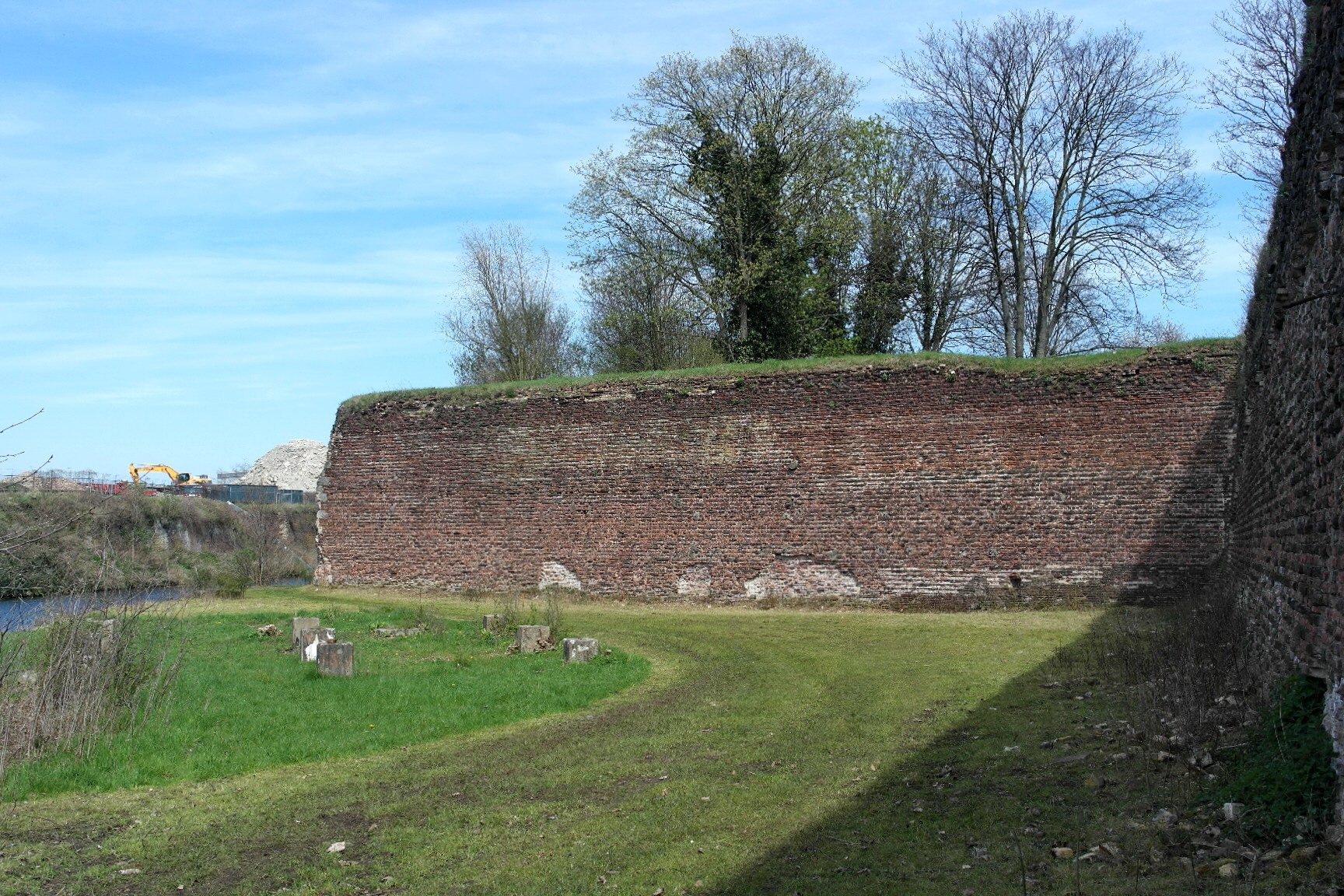
Linkerflank bastion B
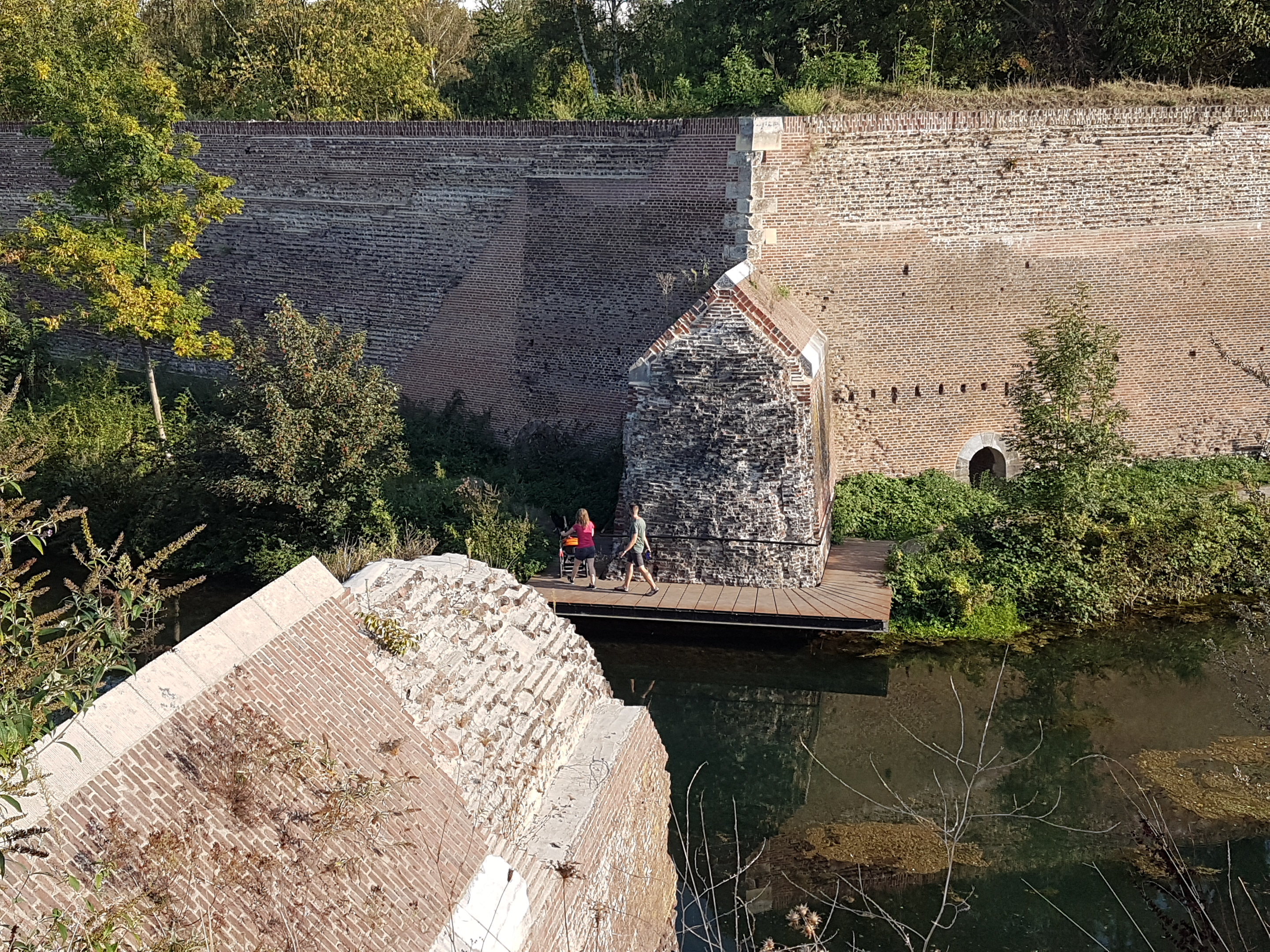
Restant beer bij bastion B
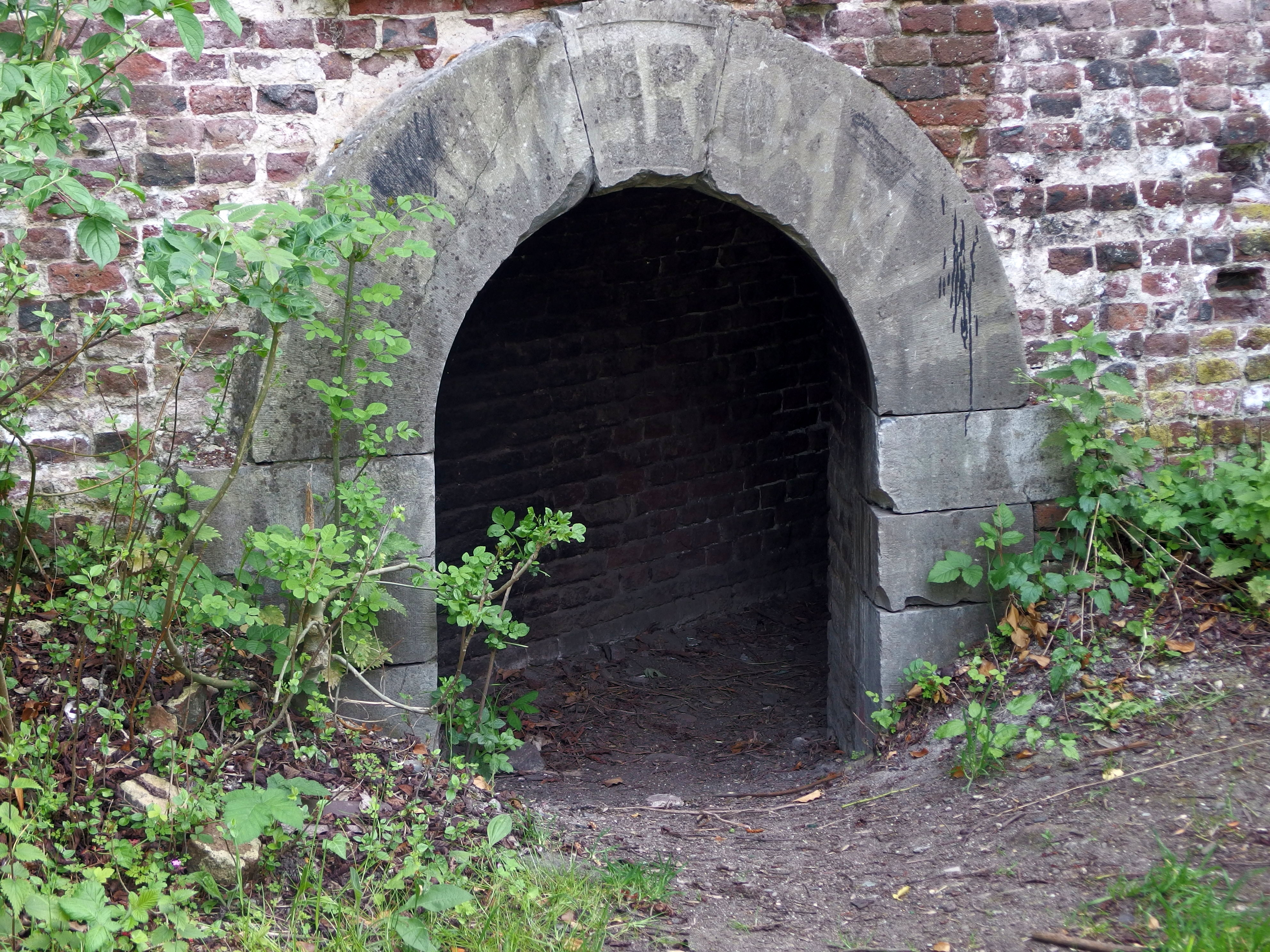
Noordelijke ingang duiker
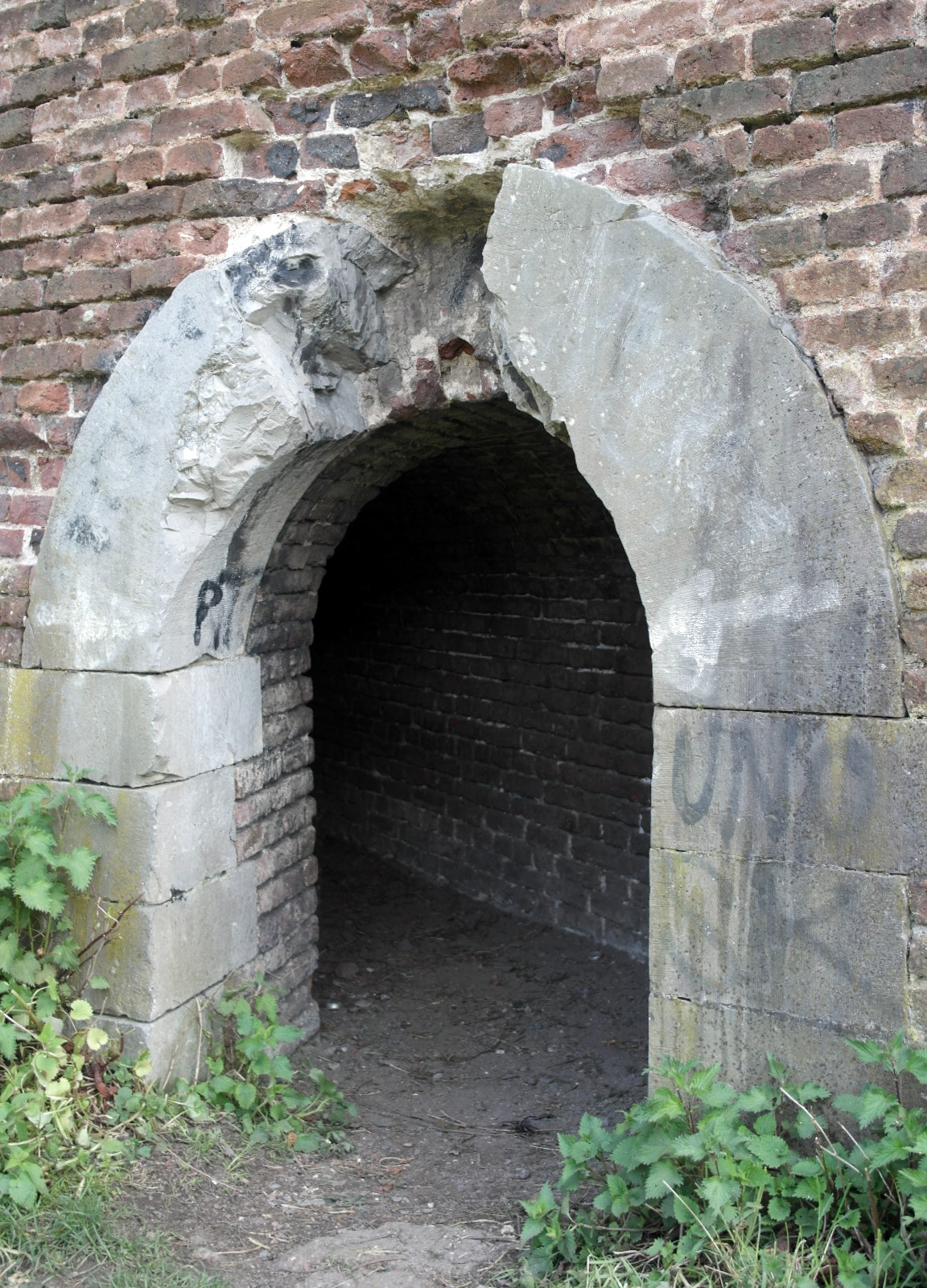
Duiker zonder sluitsteen

### Ravelijn a, couvre-face en reduits
Bij graafwerkzaamheden in de jaren 1950 kwamen aanzienlijke delen van ravelijn a bloot te liggen. Een deel werd gesloopt voor de bouw van de Gashouder, een ander deel werd weer afgedekt. Bij de restauratie van 2017-2018 zijn muurdelen van vestingwerken aan de veldzijde  van de vestinggracht (Havenkom) weer zichtbaar gemaakt. Het gaat daarbij om de rechter keelmuur en flank van ravelijn a, de keelmuren ('uiteinden') van de daarachter gelegen couvre-face en het daarop aansluitende reduit. Een tweede reduit ligt iets verder naar het noordoosten, tegenover de rechterface van bastion B. Deze behoorde bij de verdwenen ravelijn b. Het reduit is vermoedelijk in redelijke toestand bewaard, maar anno 2021 nog niet gerestaureerd.

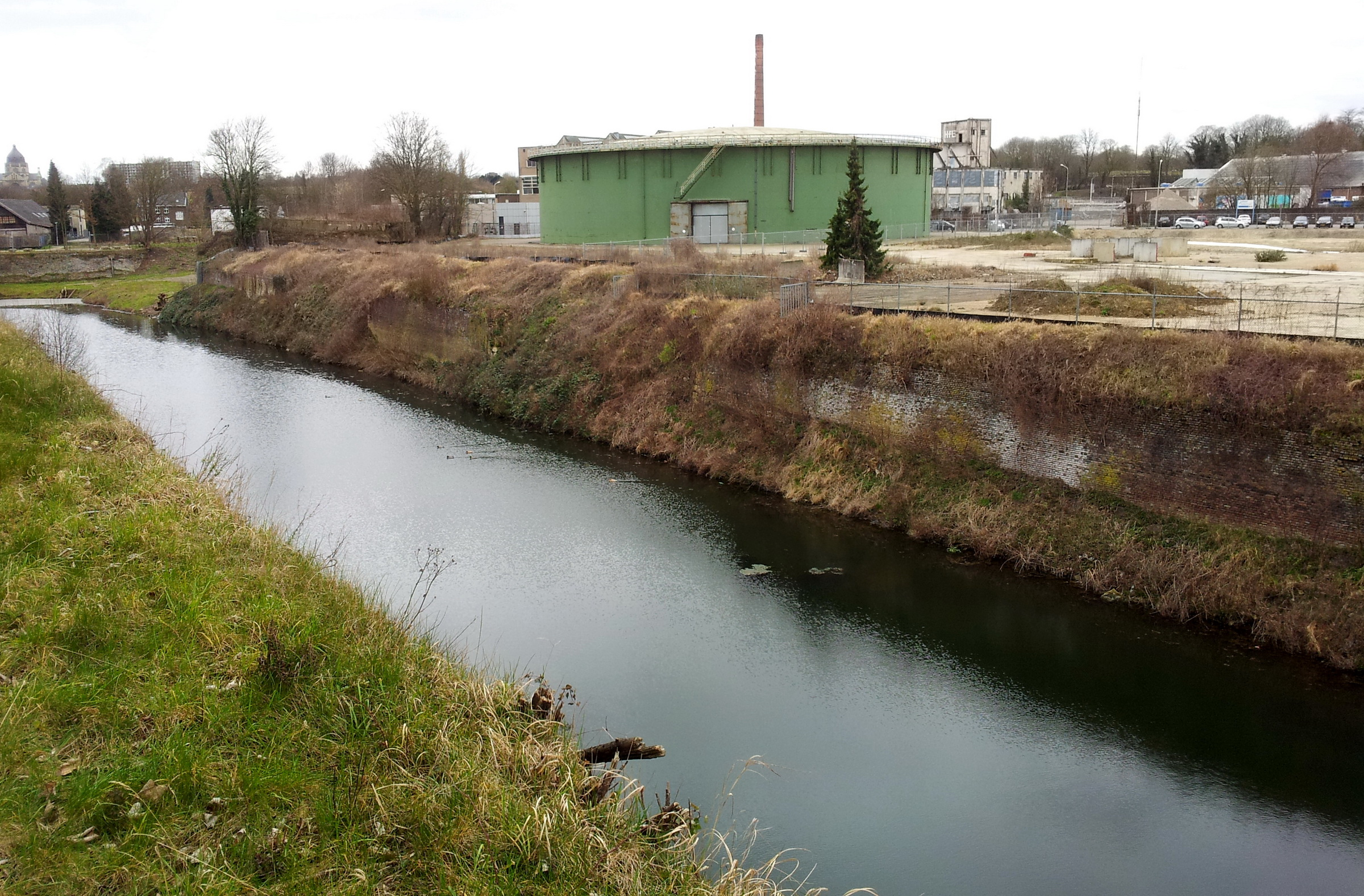
Voor de restauratie
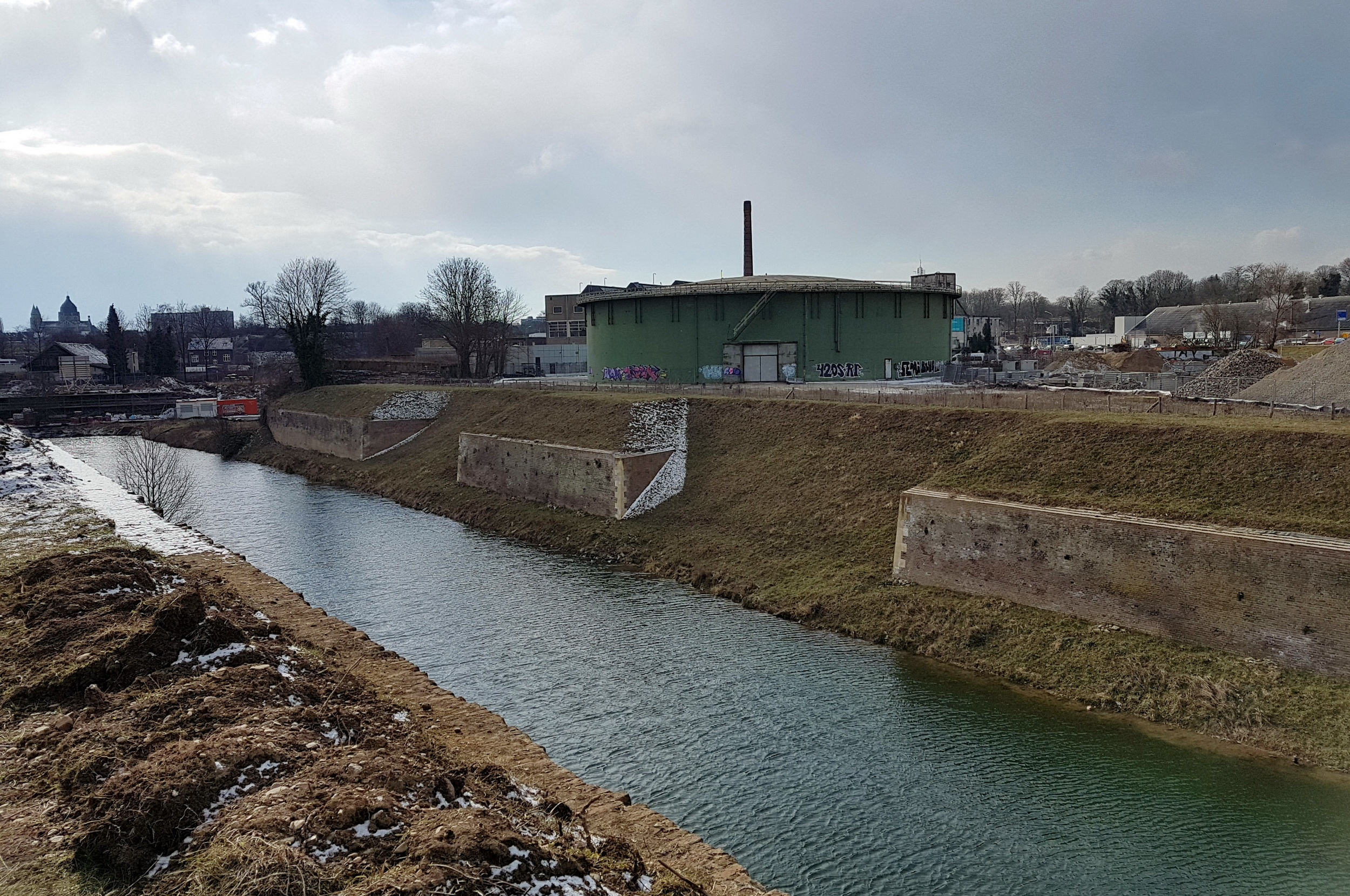
Na de restauratie
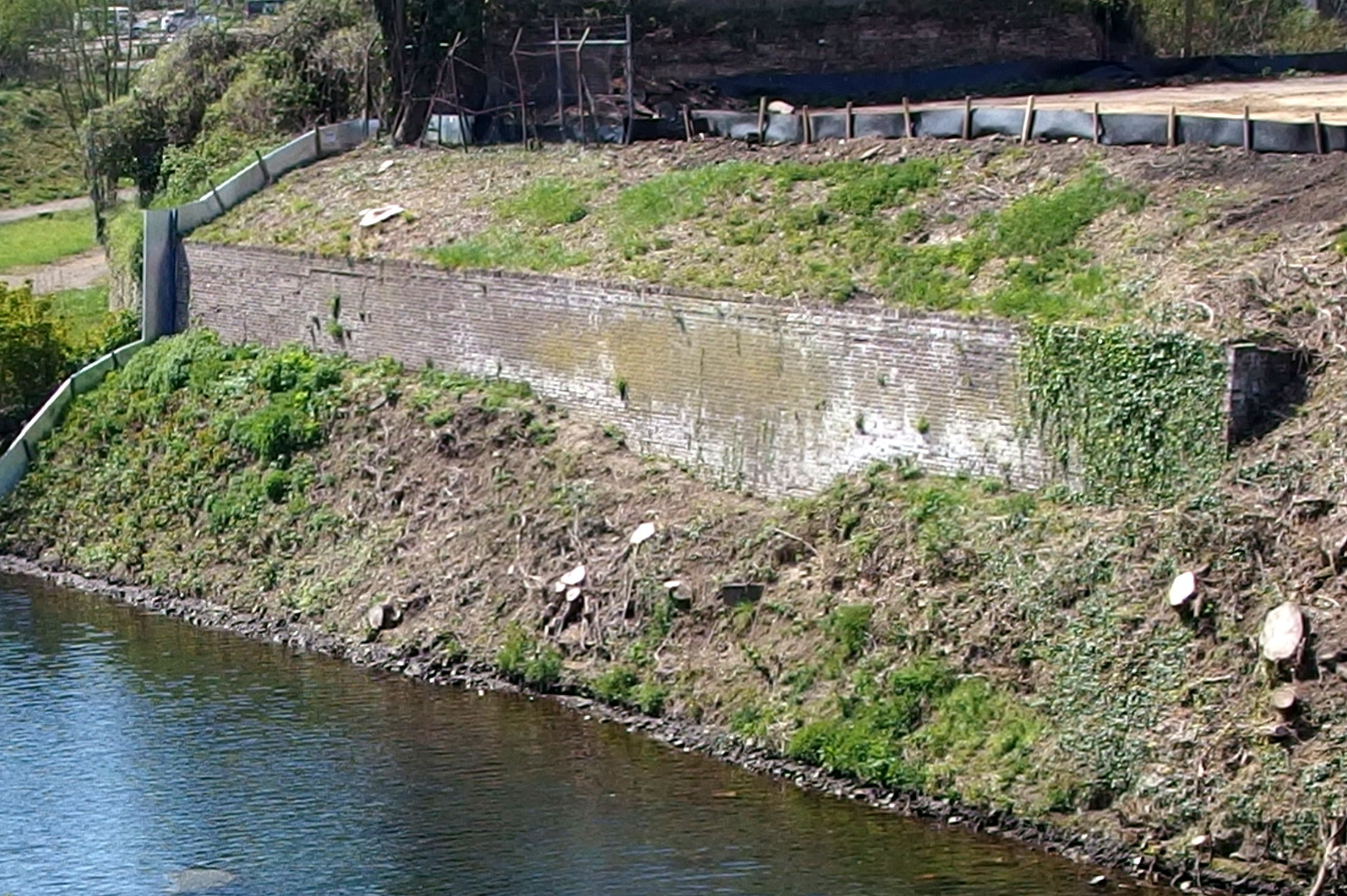
Rechter keelmuur ravelijn a
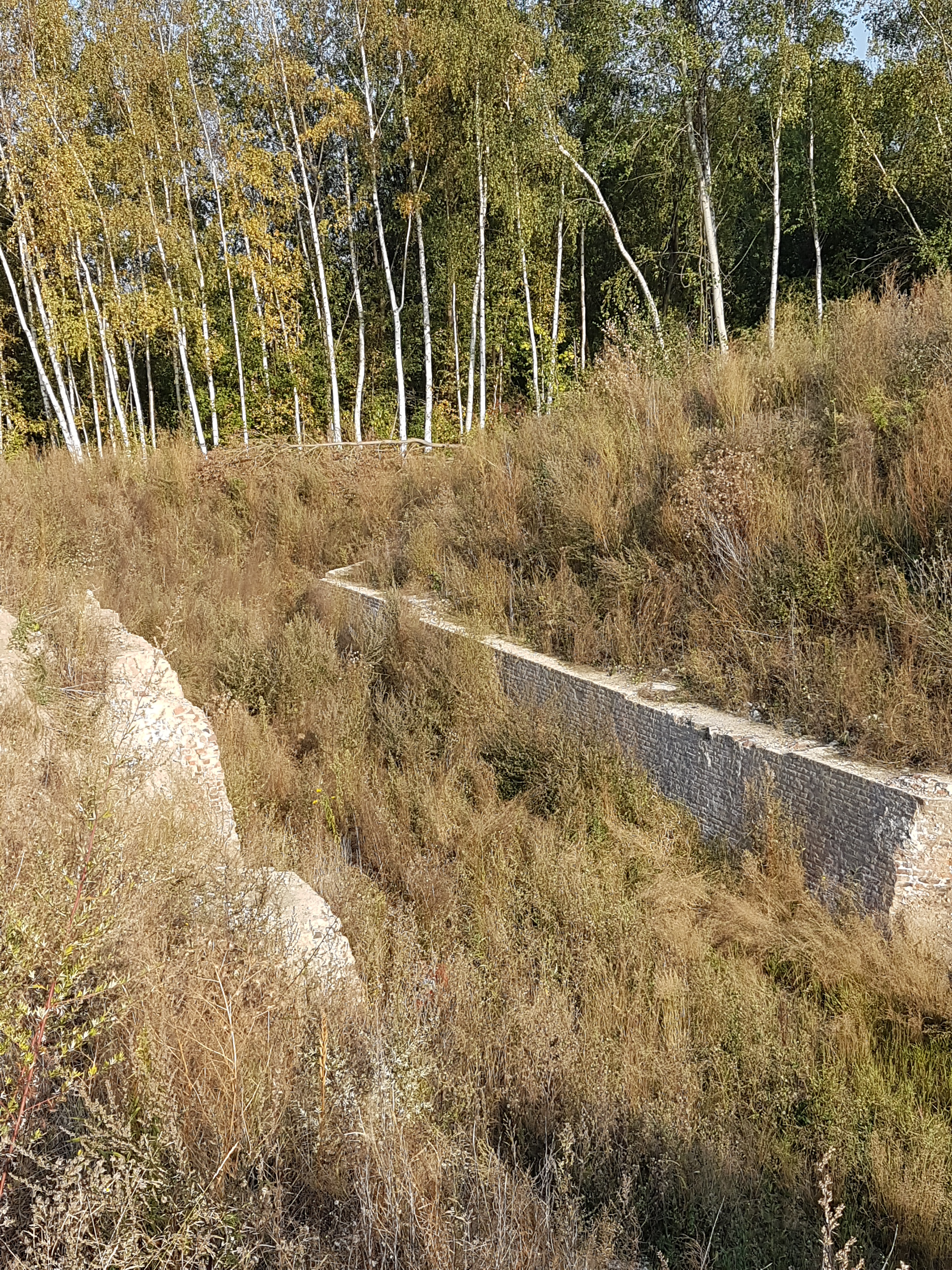
Reduit bij ravelijn b

### Kazemat ravelijn a
De kazemat aan de zuidwestzijde van ravelijn a diende na de opheffing van de vesting onder andere als woning voor de opzichter van de gemeentelijke vuilnisbelt en als gemeentelijke wintertuin voor planten. Later werden de gemeentelijk ophaalkarren van fecaliën hier geleegd. De kazemat kon in 1953 bij de voorbereidingen voor de bouw van de Gashouder ternauwernood van de sloop worden gered. De sloop was al begonnen toen zich de Delftse Lijm- en Gelatinefabriek meldde als nieuwe huurder. De aanduiding "knokefebrik" dateert uit die tijd. Het bouwwerk werd in 1953 sterk gewijzigd, doordat de kazemat werd uitgegraven en in de fundamenten poortopeningen werden gemaakt. Het interieur heeft daardoor een opmerkelijke hoogte. De façade van de kazemat heeft van oorsprong een neoclassicistische opbouw, vergelijkbaar met de kazemat van bastion A.

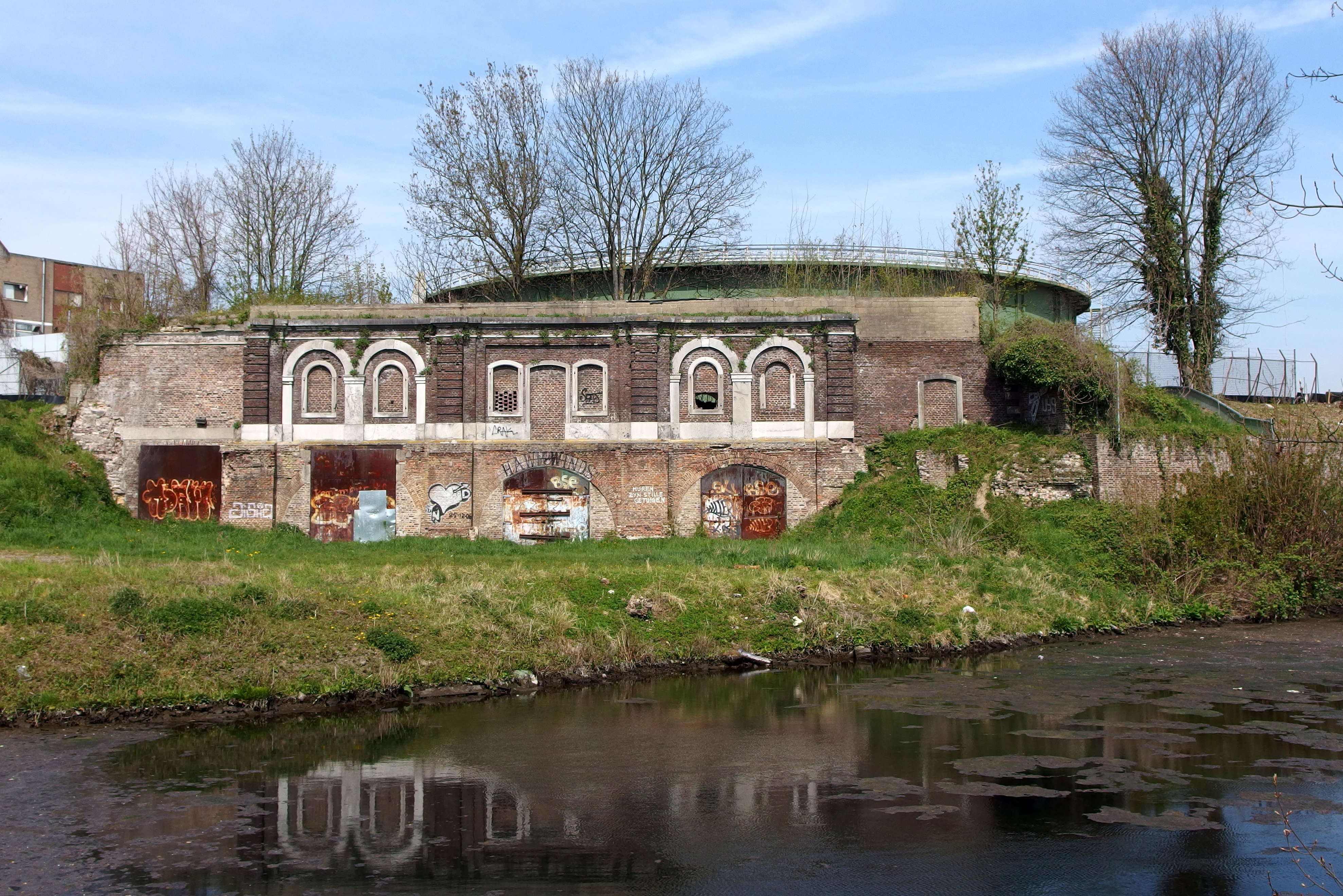
Havenkom en kazemat
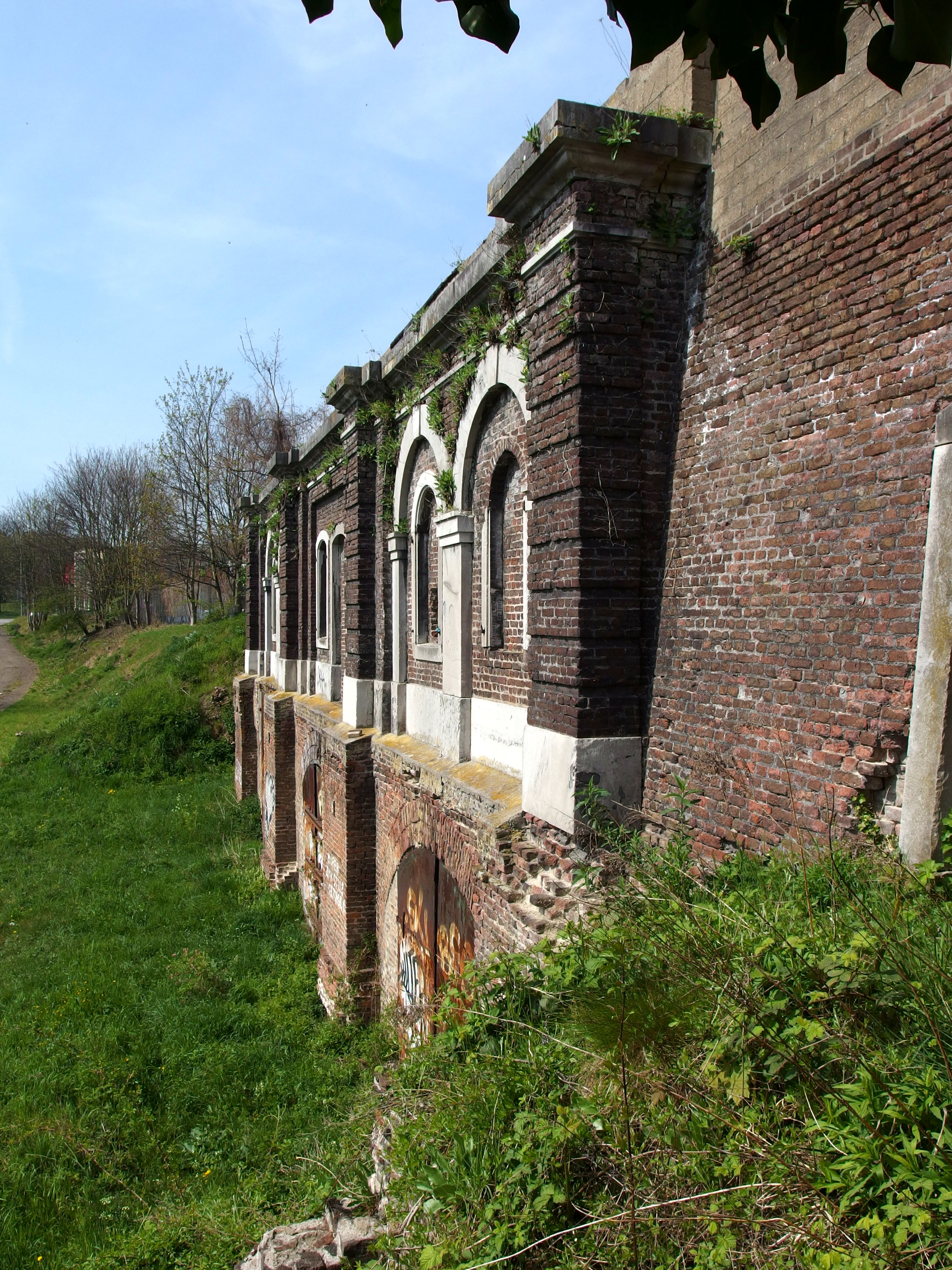
Façade kazemat
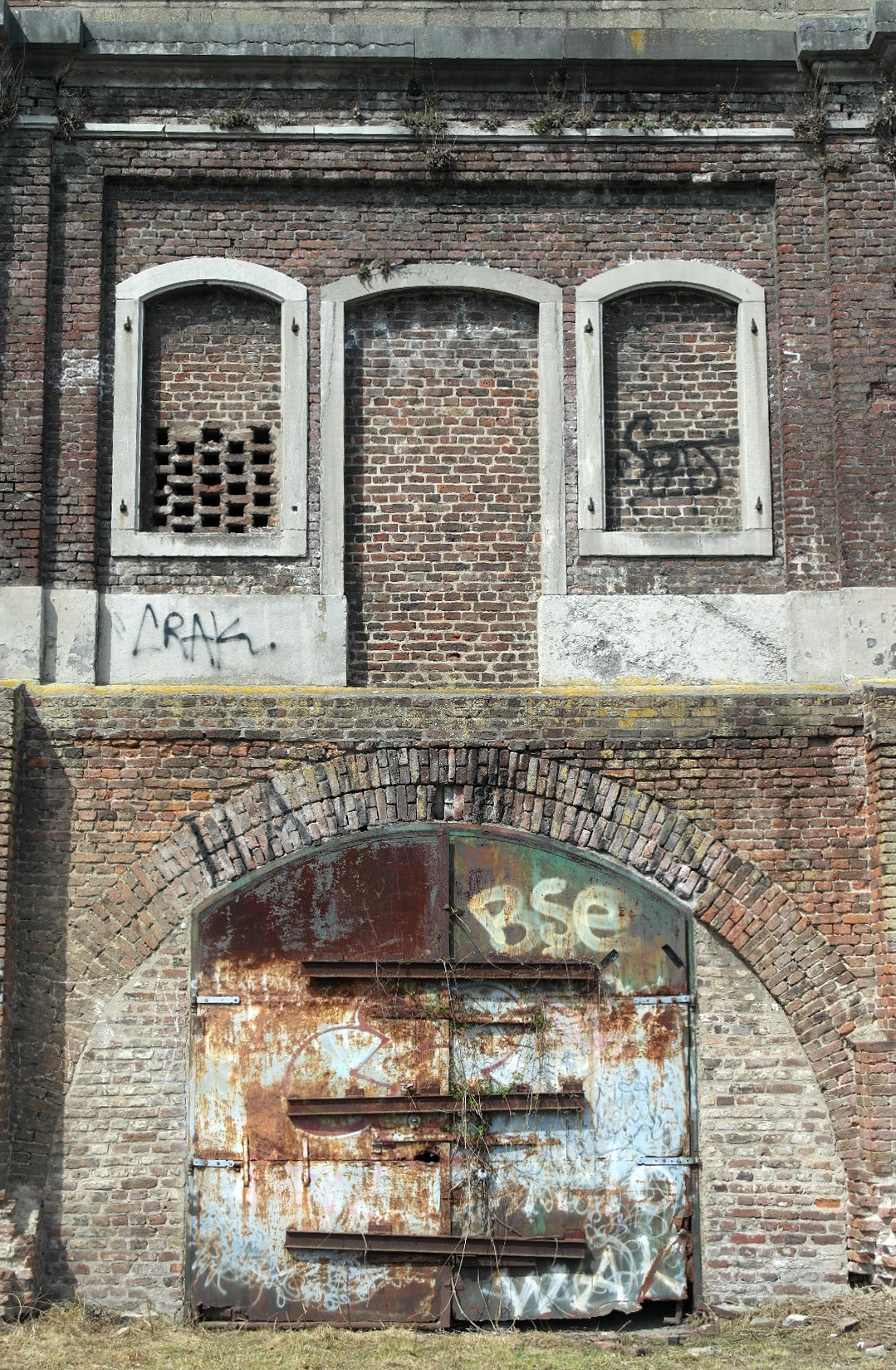
Kelder onder vm. ingang
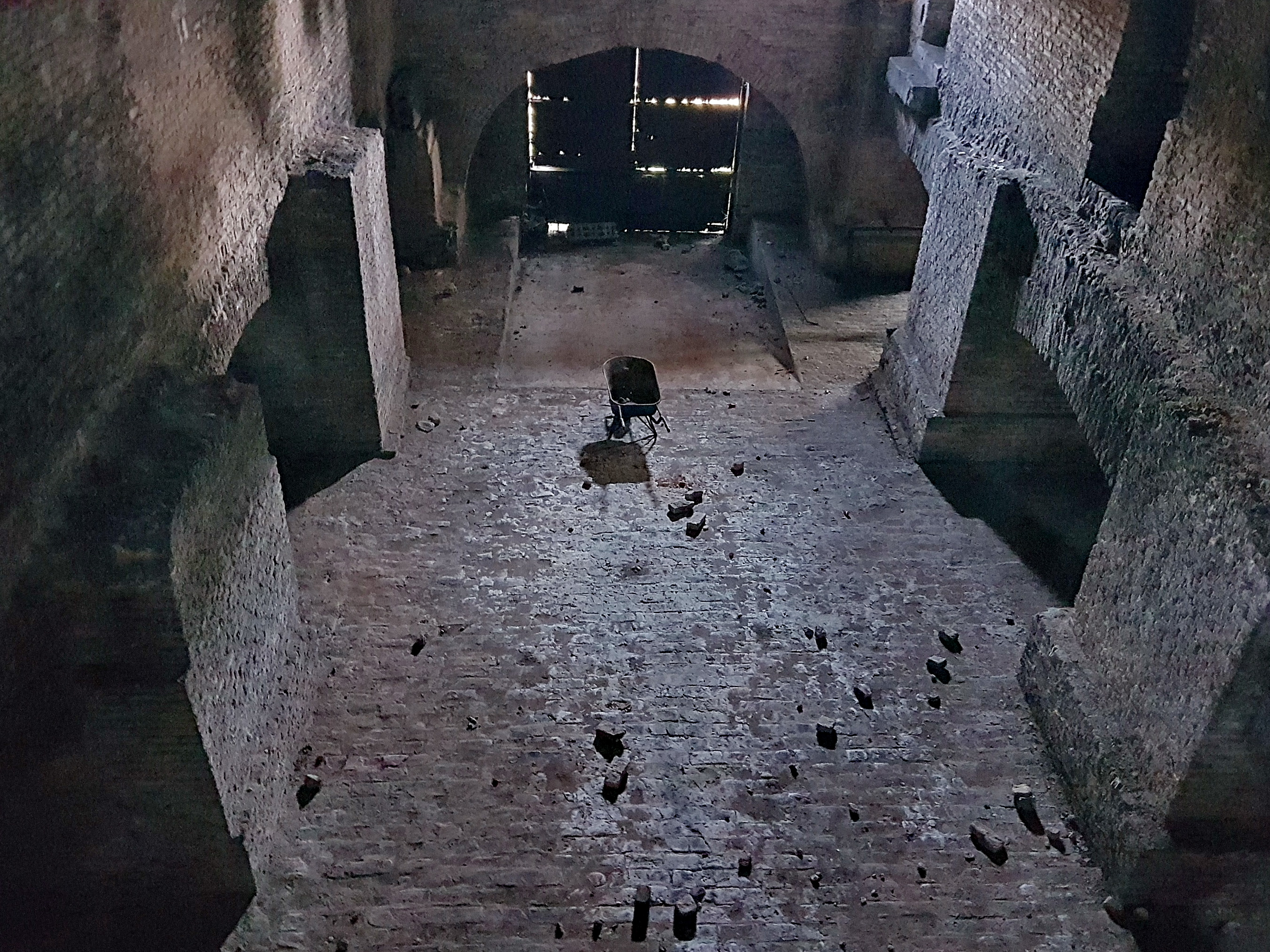
Interieur

### Kazemat ravelijn c

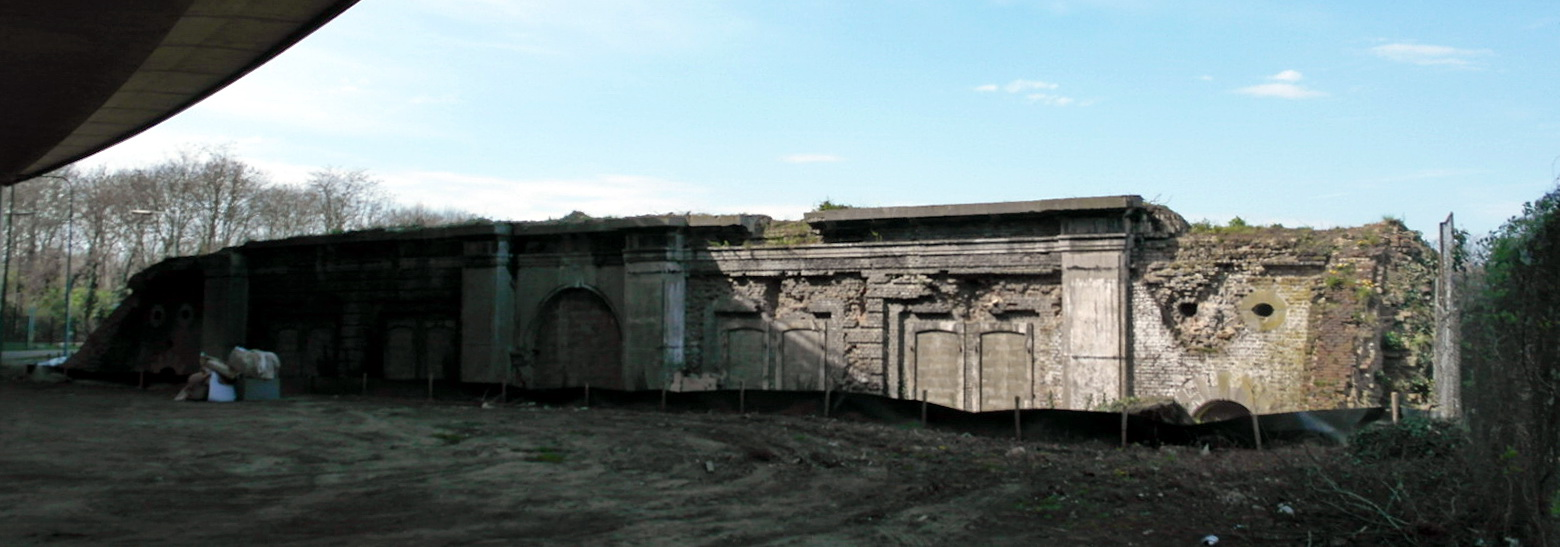
Kazemat ravelijn c

Ten oosten van de Bosscherweg, vlak bij de aanlanding van de Noorderbrug, ligt het enige zichtbare overblijfsel van de Nieuwe Bossche Fronten in dit deel van de stad: de kazemat van het ravelijn c. De kazemat ligt op het fabrieksterrein van papierfabrikant Sappi (voorheen KNP), die tevens eigenaar is. Van het ravelijn zelf is vrijwel niets meer over. De kazemat is sterk vervallen, maar heeft aan de zuidzijde een beschadigde, maar nog te herstellen, neoclassicistische façade. Deze is van hetzelfde type als de eerdergenoemde kazemat van bastion A (en van de verdwenen kazematten van de bastions B en C). Boven de voormalige ingang bevindt zich de originele sluitsteen met een gekroonde letter "W" en de datum van oplevering, 24 augustus 1821. De kazemat bood in de loop der jaren onderdak aan onder andere een gemeentelijke aardappelopslagplaats, een lompenhandel en een autosloperij. De eigenaar van laatstgenoemd bedrijf woonde zelfs in de kazemat. Bij inspectie in 2017 bleek het gewelfde interieur, hoewel sterk door vocht aangetast, in redelijke staat behouden. Er zijn nog geen plannen voor restauratie en hergebruik van de kazemat.

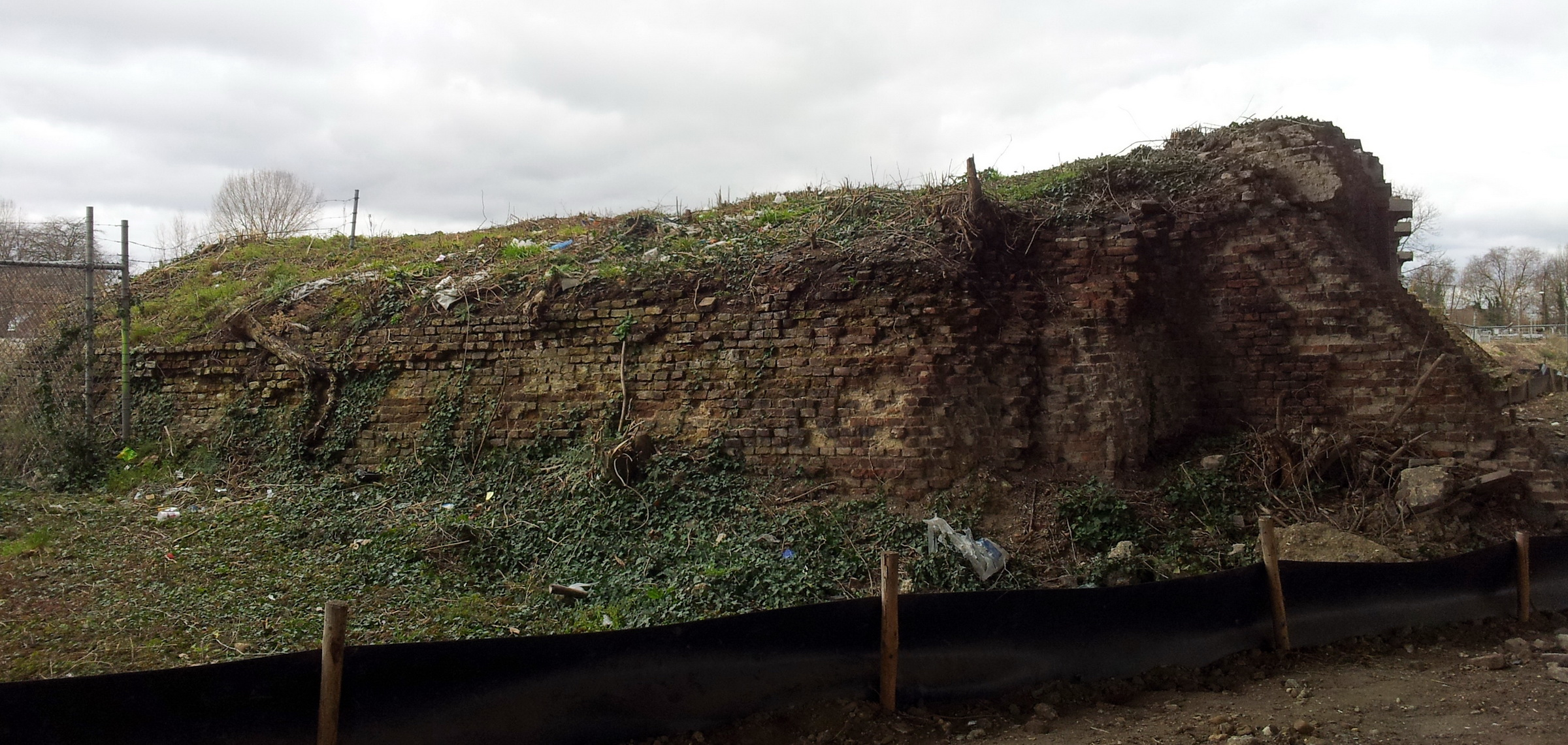
Westzijde kazemat
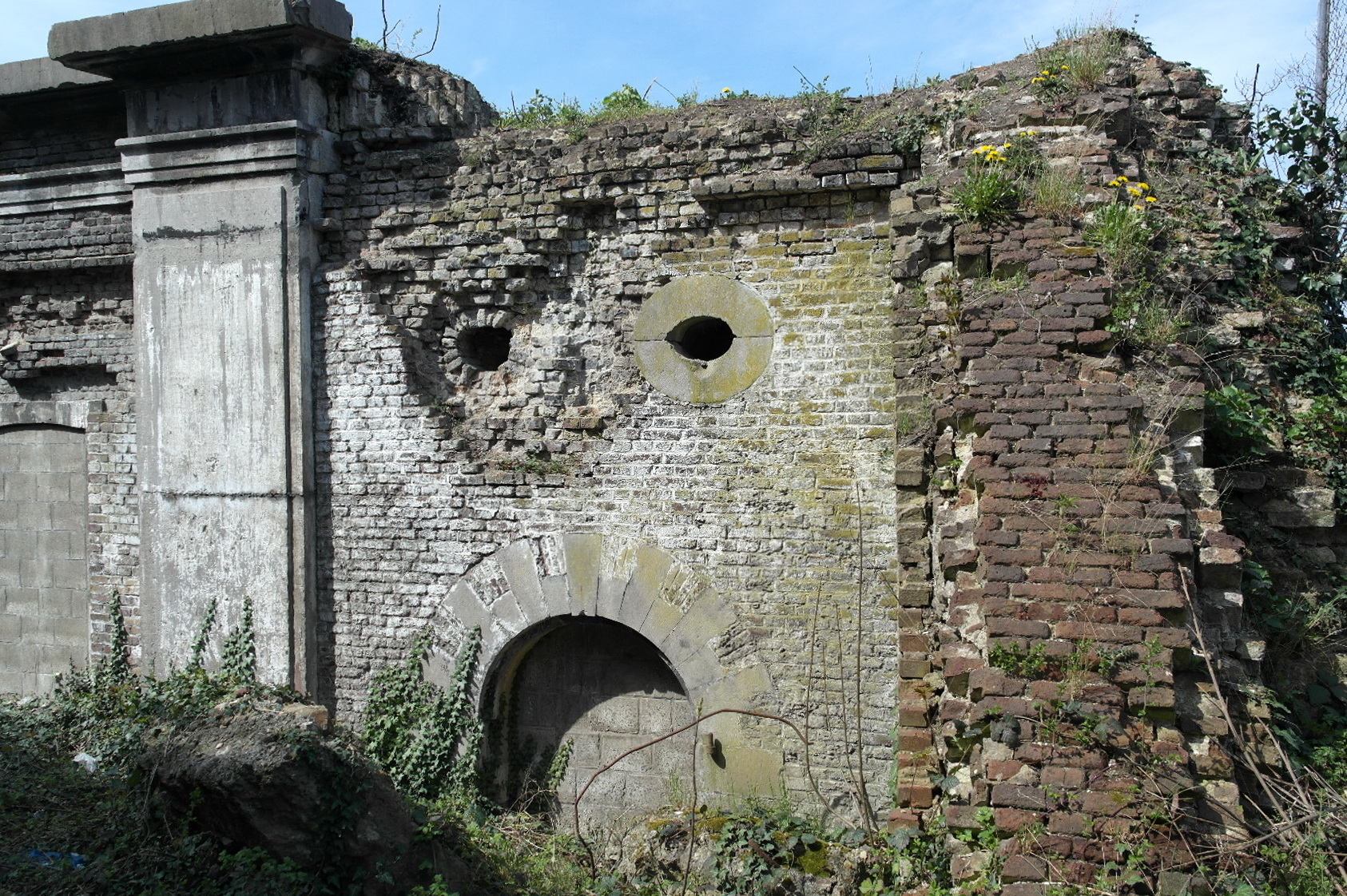
Beschadigde façade
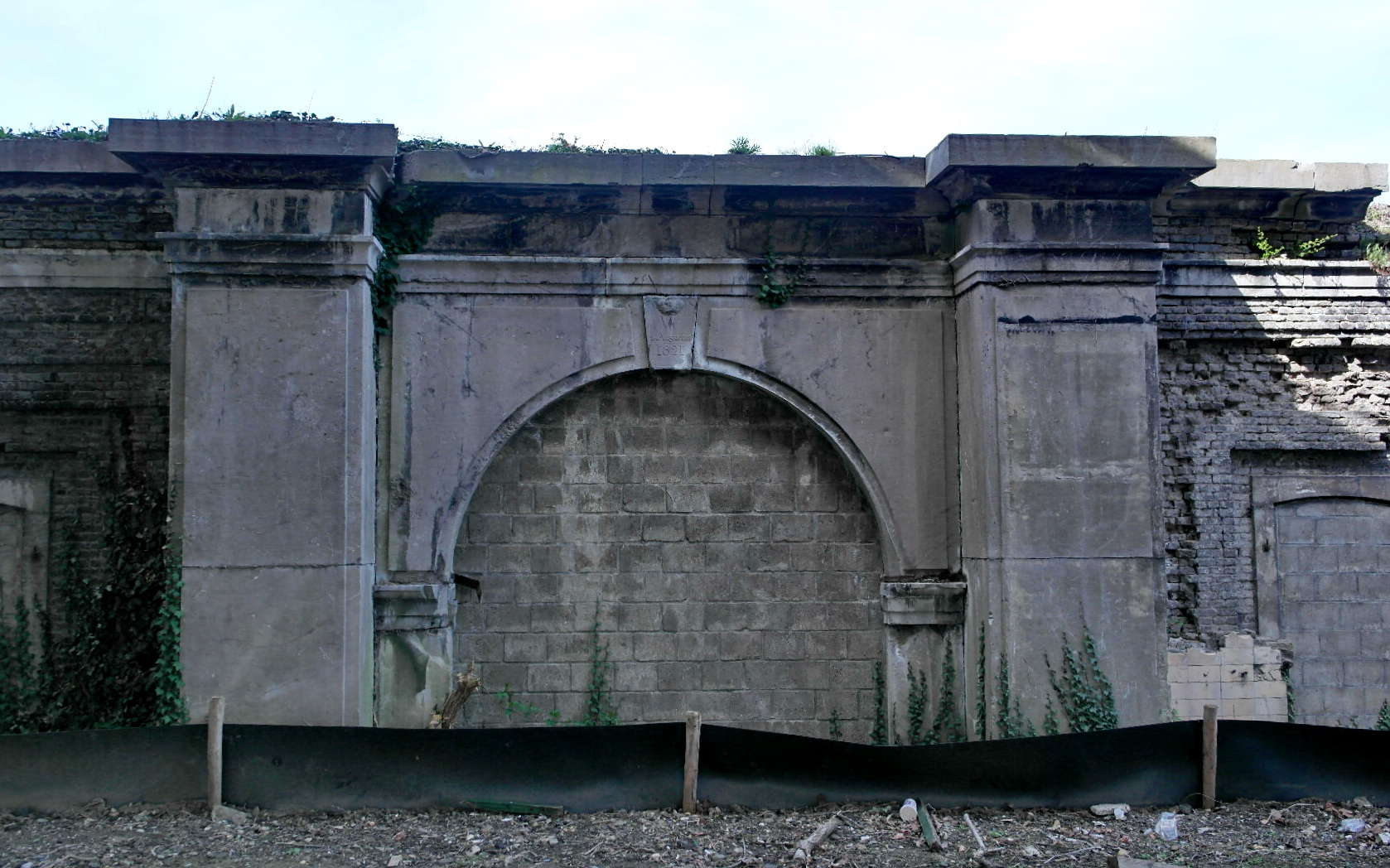
Ingang kazemat
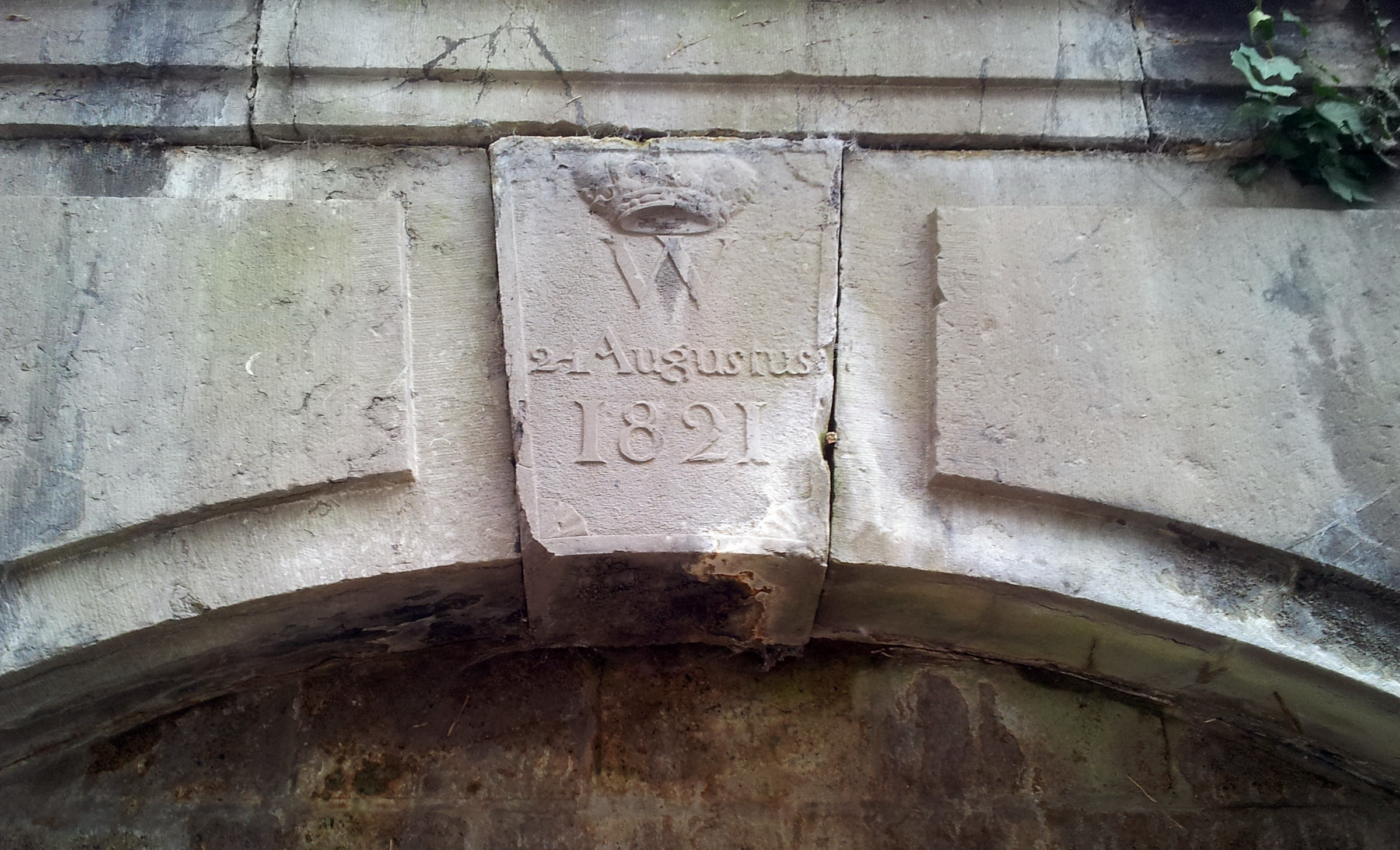
Sluitsteen

### Vestinggracht en Havenkom
De vestinggrachten in de Nieuwe Bossche Fronten waren in principe droge grachten maar konden, anders dan in de Hoge Fronten, gevuld worden met water. Daarvan is alleen de hoofdgracht behouden. De kleinere grachten, die om de ravelijnen, contre-facen en reduits liepen, zijn alle verdwenen. Vanaf 1826 stond de hoofdgracht in verbinding met de Zuid-Willemsvaart. De omstreeks 1900 aangelegde Havenkom is het zuidwestelijk deel van de vestinggracht, die op dit punt vrij breed was en tevens ruimte bood voor laad- en loskades.

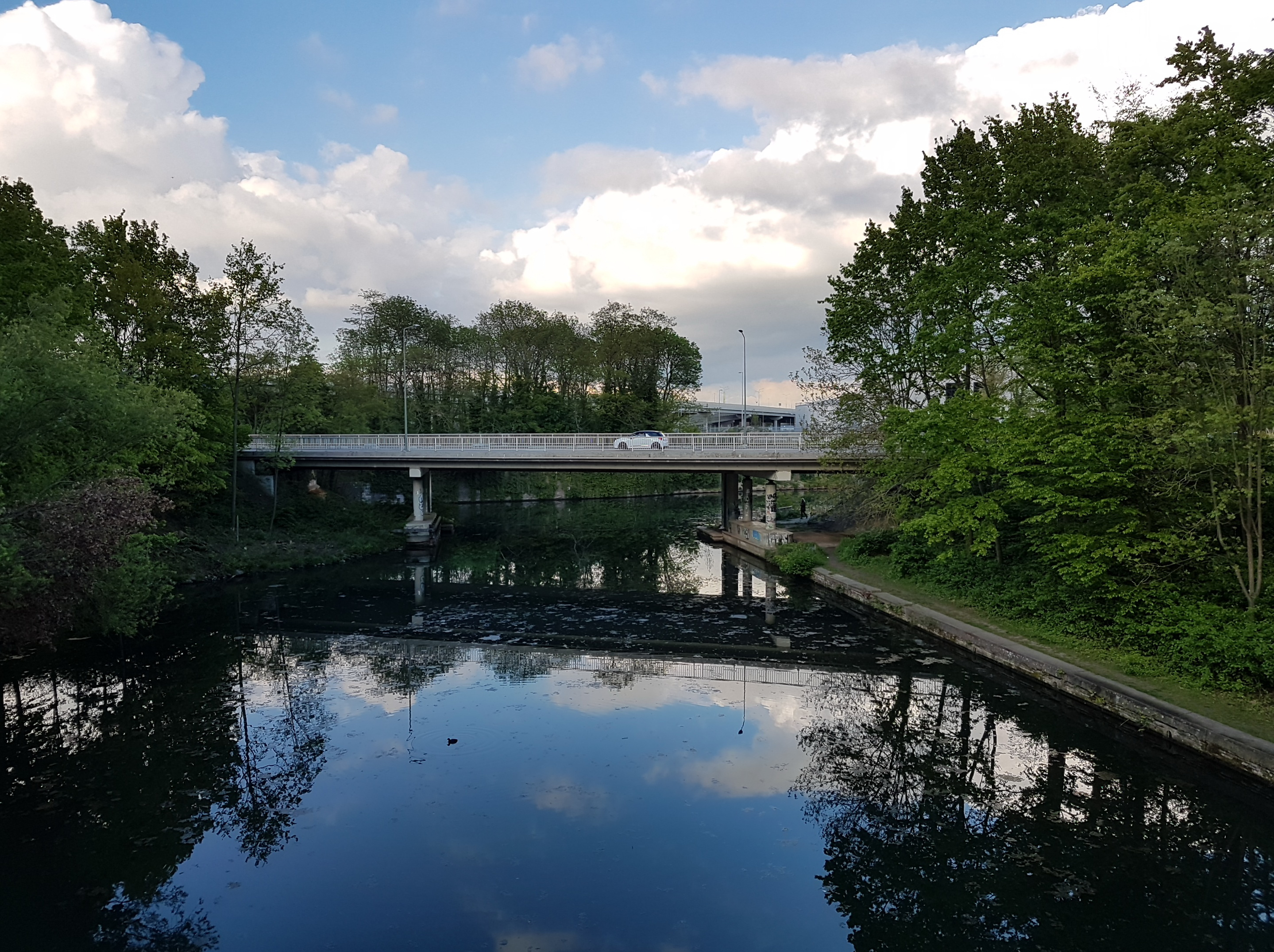
Aansluiting Zuid-Willemsvaart
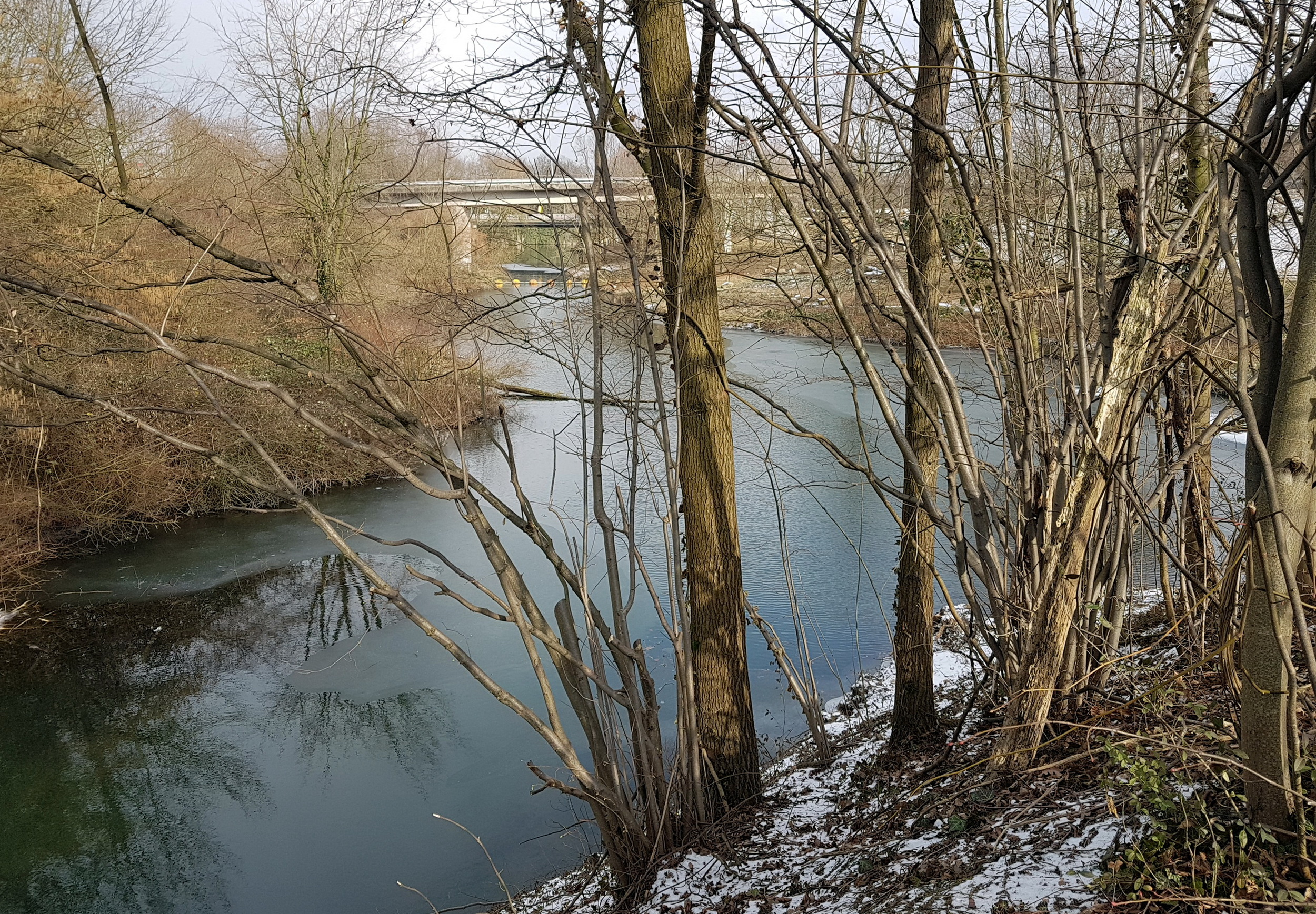
Noordelijk deel vestinggracht
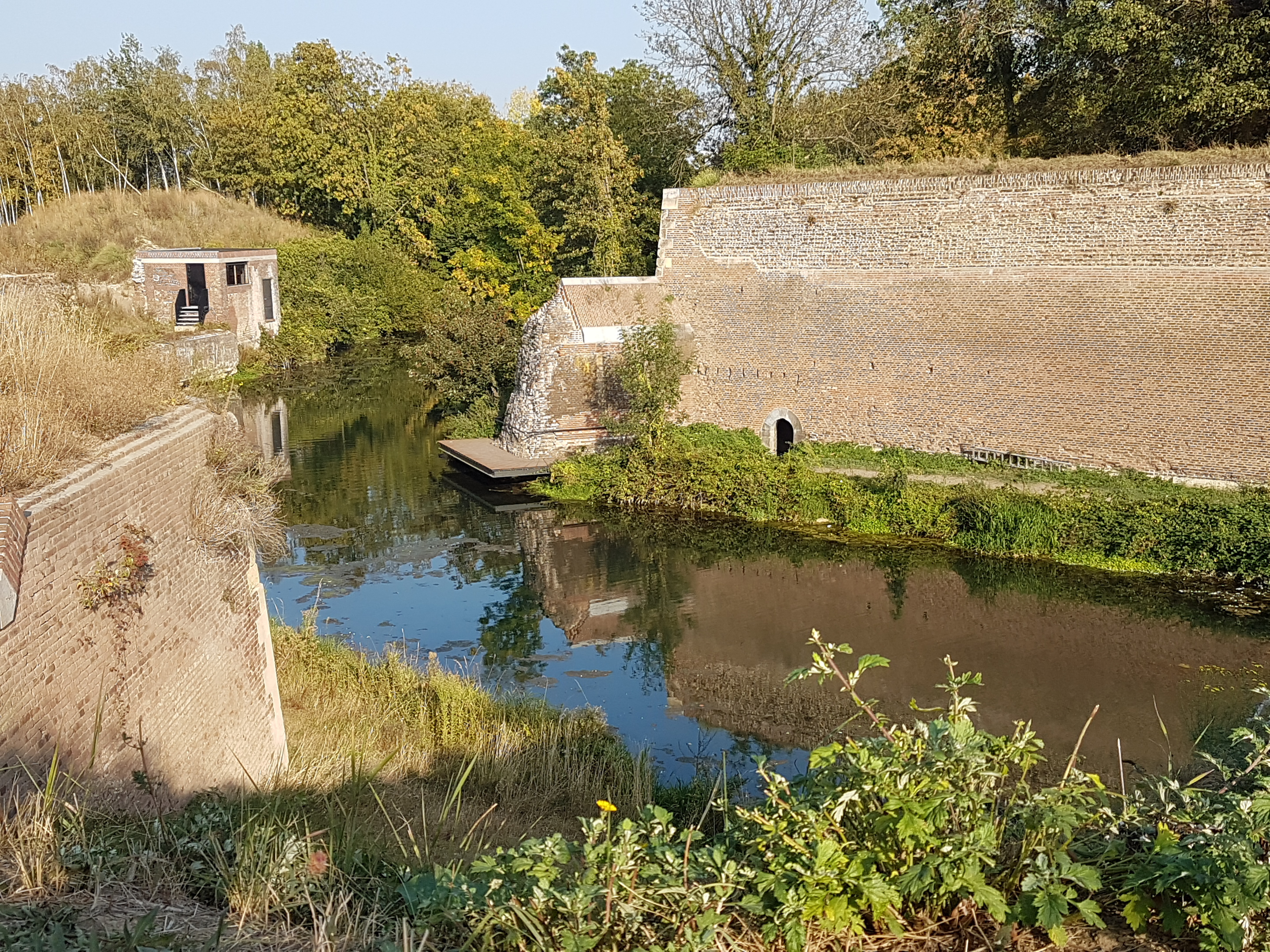
Hoofdgracht bij bastion B
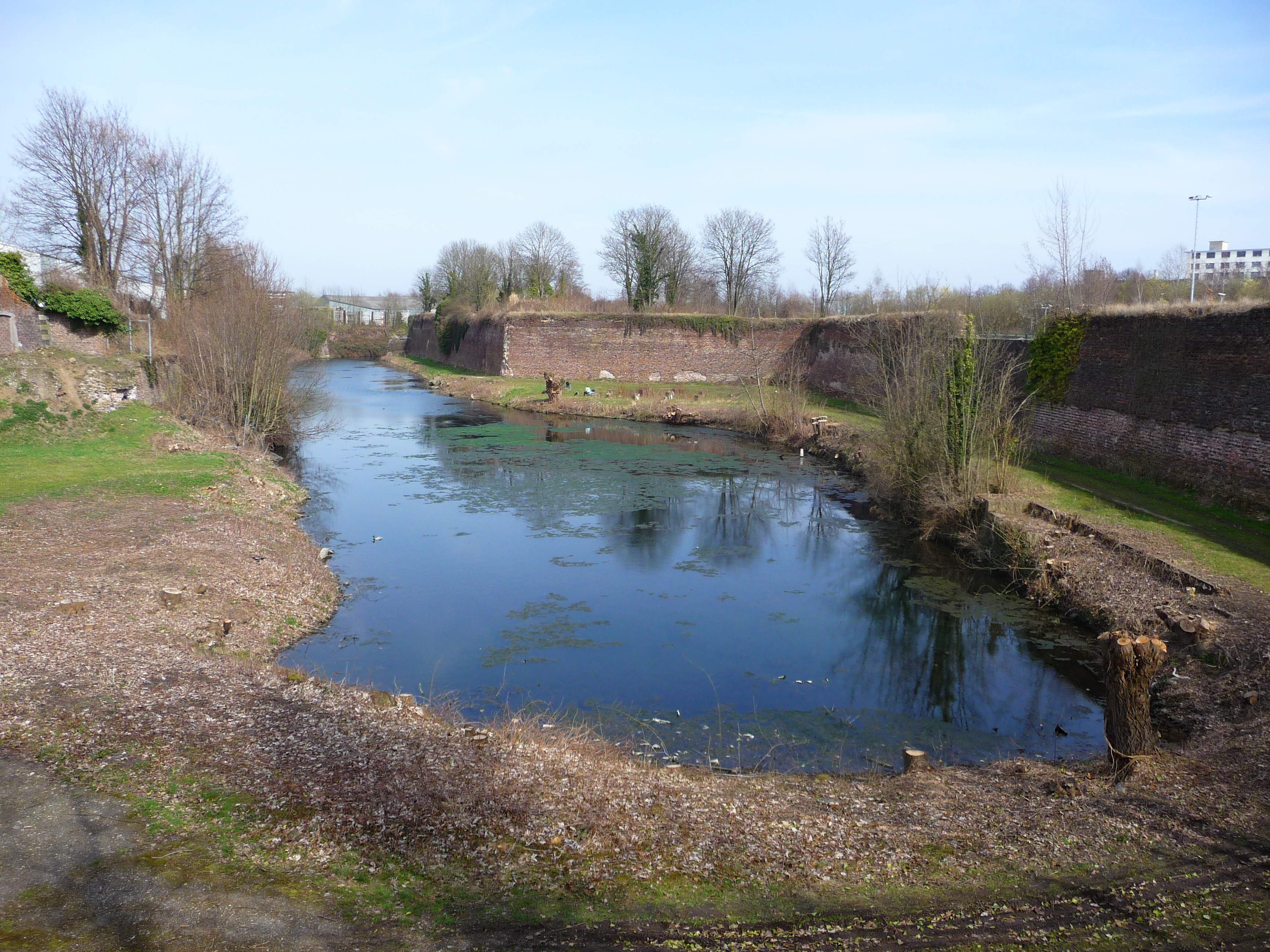
Overzicht Havenkom

### Overig erfgoed
Van de drie overwelfde doorvaarten (duikers) die bij de aanleg van de Zuid-Willemsvaart door de vestingwerken moesten worden gebouwd, is alleen de buitenste bewaard gebleven. Deze liep dwars door het glacis aan de veldzijde van bastion C door. Bij het omleggen van de aanlanding van de Noorderbrug moest de historische kademuur verstevigd worden, omdat een van de nieuwe brugpijler er rakelings langs kwam. De duiker heeft een bakstenen tongewelf en bezit aan beide zijden een hardstenen naamsteen met een gekroonde letter W (van koning Willem I) en het jaartal 1825. De duiker, die met modern metselwerk is opgehoogd, is waarschijnlijk het enige oorspronkelijke onderdeel van de Zuid-Willemsvaart. Bij de aanleg van een spoorlijn naar de Havenkom is omstreeks 1875 een spoorbrug gebouwd over de gracht bij bastion B. Hier loopt thans het Frontenpad overheen, onderdeel van een fiets- en wandelroute door het Frontenpark.
Een reconstructie van de naamsteen van het verdwenen bastion C (of Dibbets) is in 2006 ongeveer op de plek van de rechterface van het bastion ingemetseld. Van het Biesenbastion (later: bastion Destombe) is de naamsteen Destombe uit 1855 bewaard gebleven in een van de fabrieksgebouwen van de Koninklijke Nederlandse Papierfabriek. De naamsteen van het lunet Burmania uit 1767 bevond zich tot 1993 eveneens in deze fabriek, maar wordt momenteel bewaard in de keelcaponnière van het bastion Holsteyn.

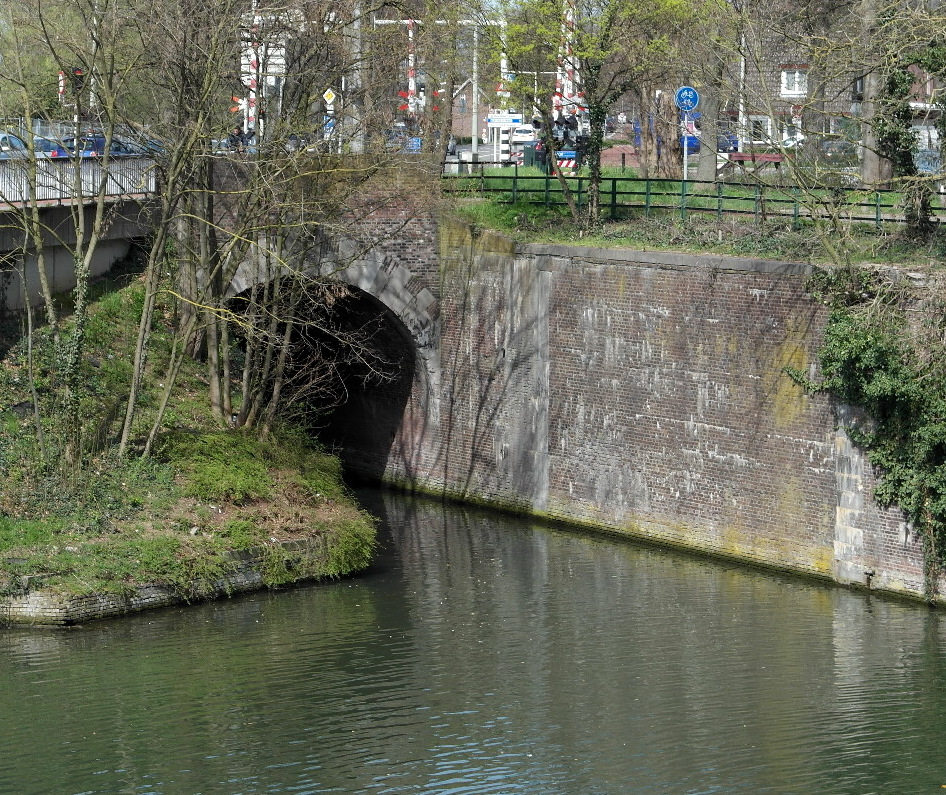
Duiker en kademuur Zuid-Willemsvaart
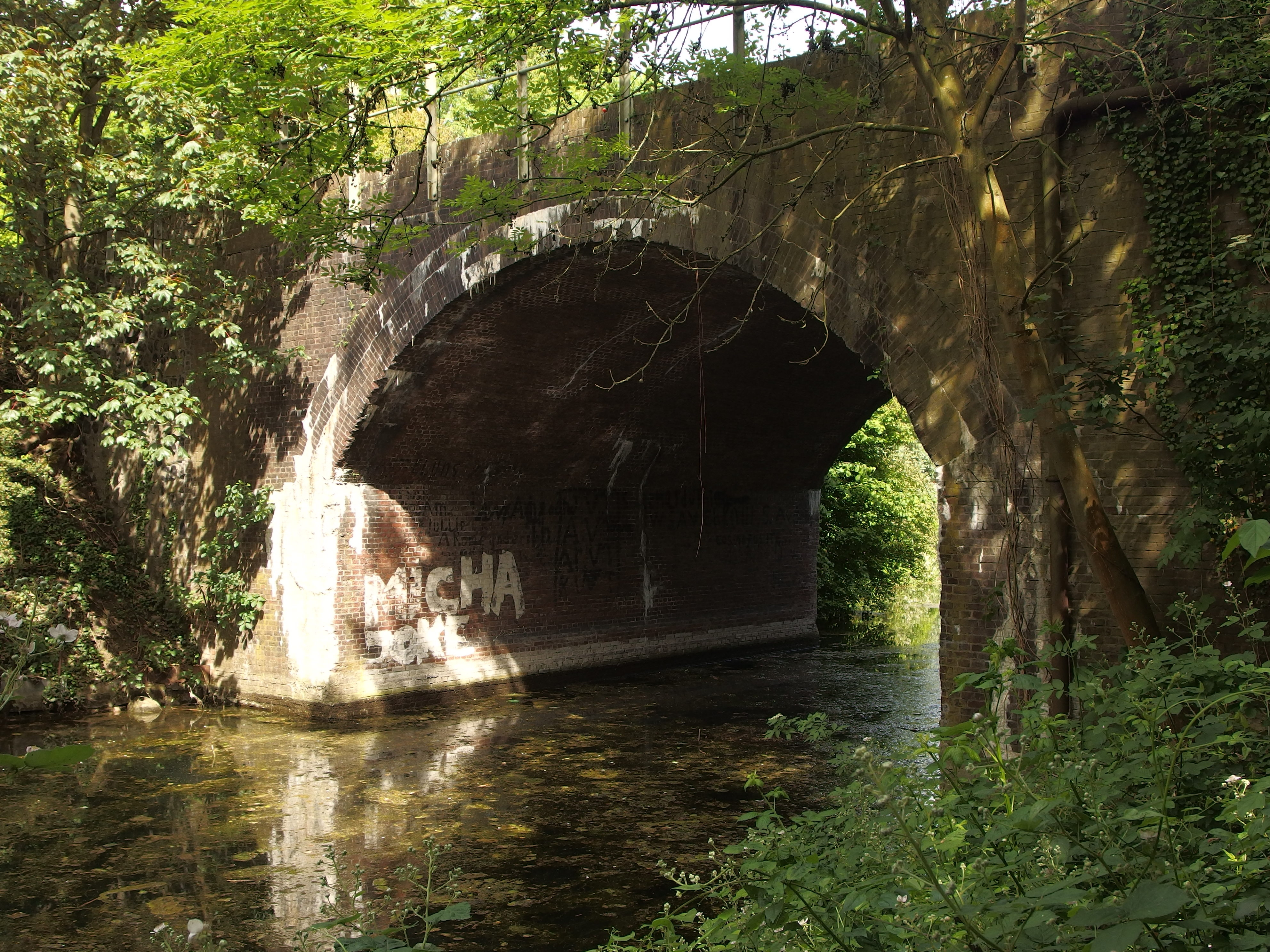
Voormalige spoorbrug nabij bastion B
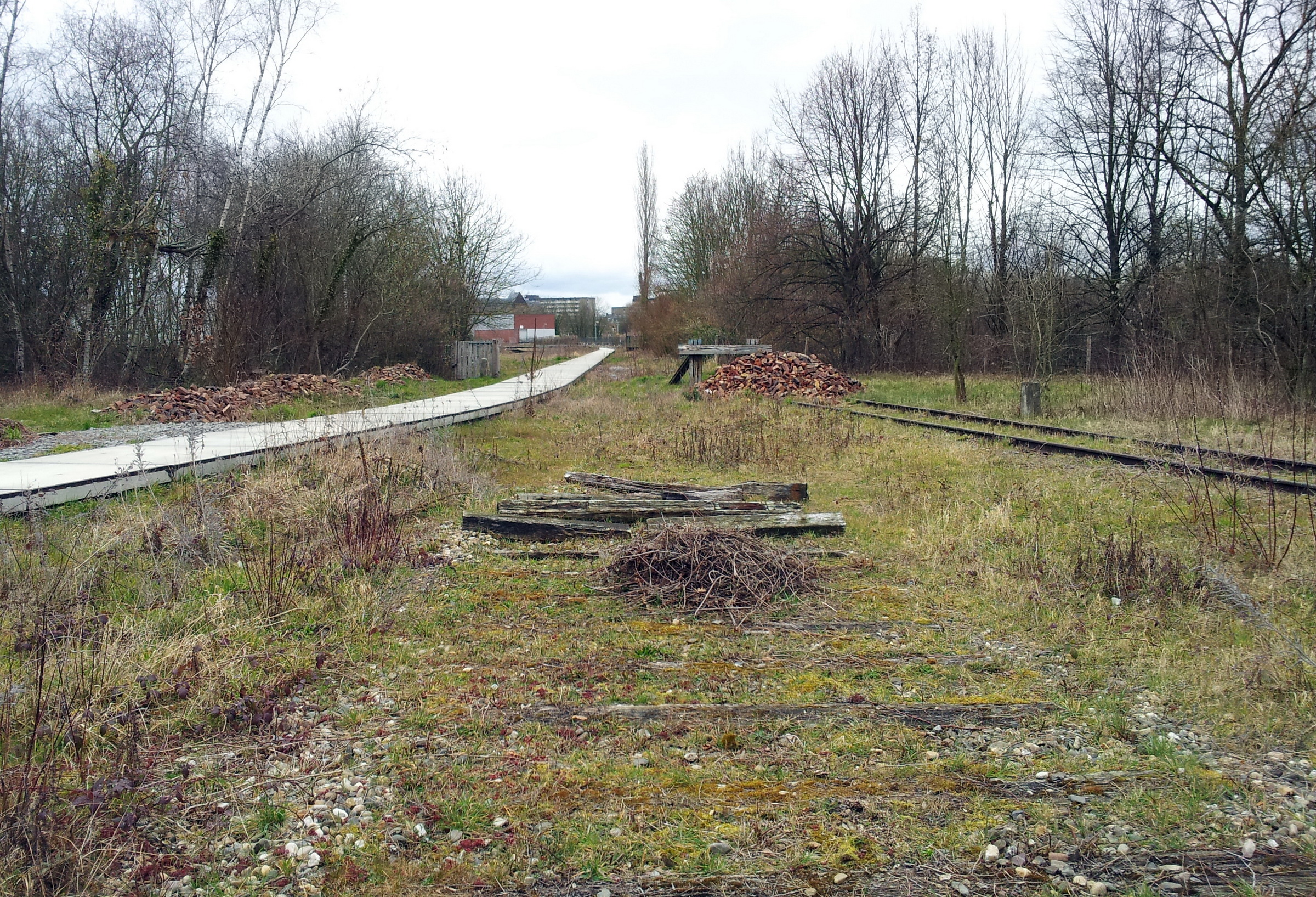
Spoorwegrestanten nabij vm. goederenstation Boschpoort
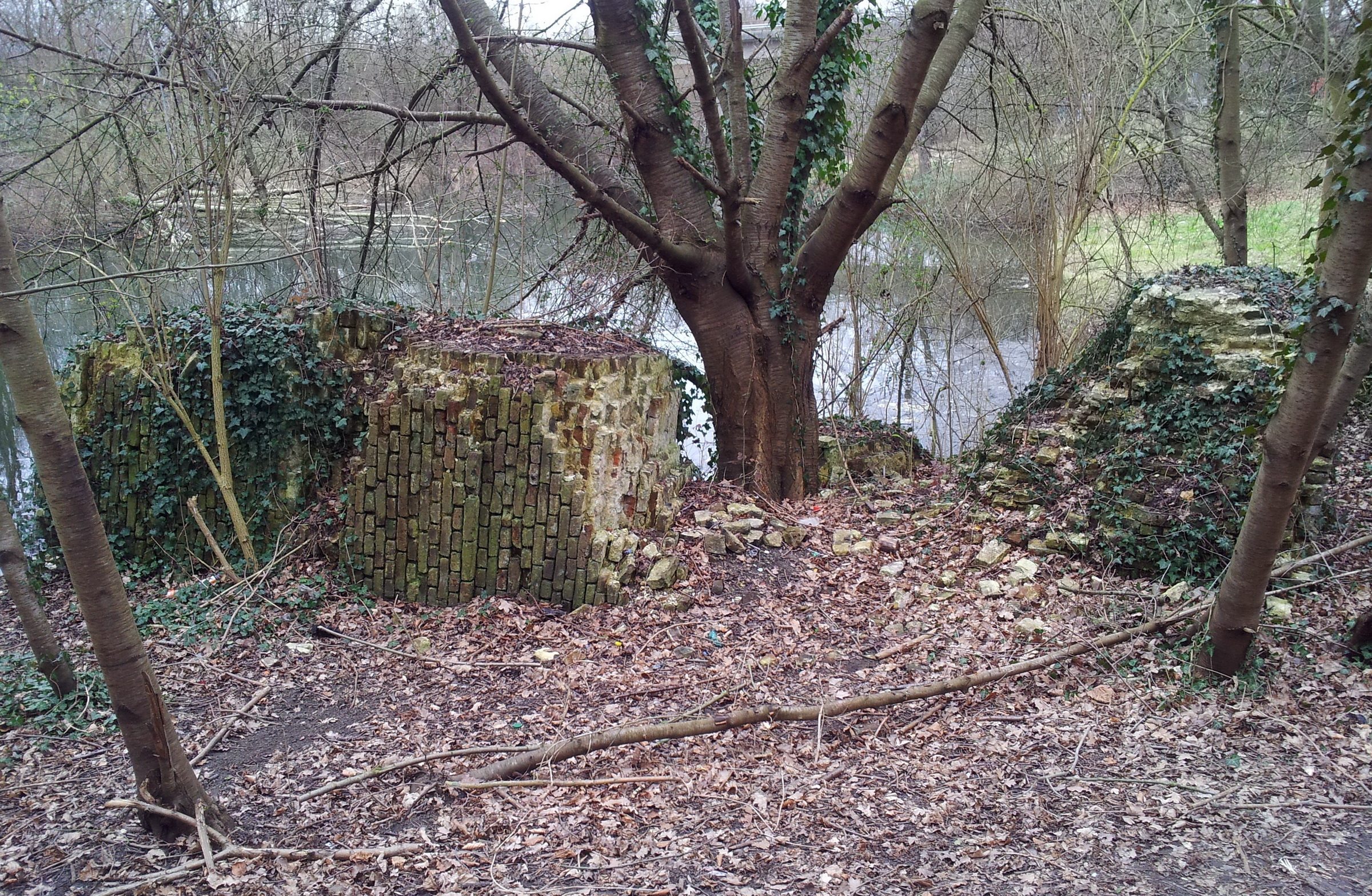
Muurrestanten aan de Havenkom